# Die einzige Weltmacht: Amerikas Strategie der Vorherrschaft

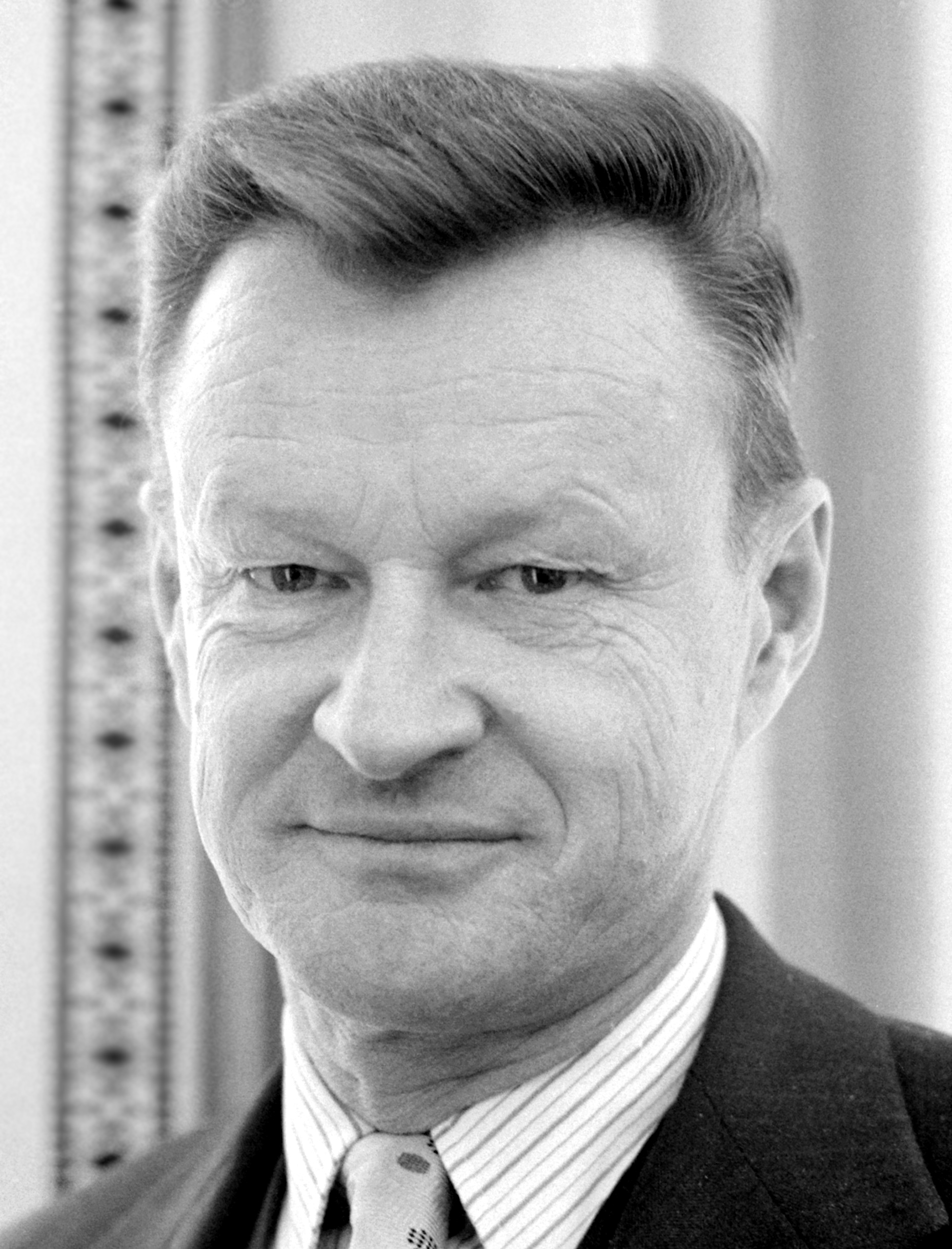
Zbigniew Brzeziński (1977)

Die einzige Weltmacht: Amerikas Strategie der Vorherrschaft (englischer Titel: The Grand Chessboard: American Primacy and Its Geostrategic Imperatives, 1997, neuaufgelegt 2016) ist der deutsche Titel einer geopolitischen Abhandlung Zbigniew Brzezińskis. Die erste deutschsprachige Ausgabe erschien 1999 mit einem Vorwort Hans-Dietrich Genschers.
Ziel des Autors ist, „im Hinblick auf Eurasien eine umfassende und in sich geschlossene Geostrategie zu entwerfen“. Er plädiert dabei für eine bestimmte außenpolitische Ausrichtung und Zielsetzung der USA: Die Vereinigten Staaten als „erste, einzige wirkliche und letzte Weltmacht“ nach dem Zerfall der Sowjetunion müssten ihre Vorherrschaft auf dem „großen Schachbrett“ Eurasien kurz- und mittelfristig sichern, um so in fernerer Zukunft eine neue mehrpolige Weltordnung zu ermöglichen.
Die Hauptideen des Werks sind auch in Brzezińskis Entwurf A Geostrategy for Eurasia (1997) enthalten.
Brzezińskis Geostrategie gehört in Hinsicht auf die theoretischen Grundlagen zur „klassischen Geopolitik“ in der Tradition Halford Mackinders, wobei der Fokus vom Britischen Empire auf die USA verlegt wird.
Das Werk Brzezińskis wird kontrovers rezipiert. Während es zum einen, vor allem hinsichtlich Osteuropas und der NATO-Osterweiterung, für eine Blaupause der tatsächlichen amerikanischen Außenpolitik gehalten wird, steht es auch in der Kritik, nur eine für die neuere Außenpolitik der USA unbedeutende Einzelmeinung oder eine irrige Auffassung der weltpolitischen Lage darzustellen. In der Rezeption wird die Unterschätzung der Rolle Chinas und Europas, der unipolare Ansatz und der exzeptionalistische weltpolitische Gestaltungsanspruch kritisch hervorgehoben.
Im Nachwort der Neuauflage von 2016 betont Brzeziński, die einzigartige Vorherrschaft der USA als erster und letzter Weltmacht werde aus inneren wie externen Gründen auf einen Moment der Weltgeschichte beschränkt sein. Die USA werden zunehmend als unwillig und unfähig wahrgenommen, die bisherige Rolle zu übernehmen. Das Amerika überflügelnde China solle in einer neuen multipolaren Ordnung von der Großmacht USA auf einen friedlichen Weg geführt werden. In der Zukunft sollten China, ein europäisiertes Russland und die USA zur Schaffung einer neuen gemeinsamen Ordnungsvision für die Weltgemeinschaft zusammenarbeiten.

## Einleitung – Supermachtpolitik
In der Einleitung skizziert Brzeziński seine Gesamtkonzeption. Die derzeitige globale Vormachtstellung der USA, die er bejaht, hänge davon ab, wie sie mit den komplexen Machtverhältnissen auf dem eurasischen Kontinent fertig werde. Ein stabiles kontinentales Gleichgewicht mit den Vereinigten Staaten als politischem Schiedsrichter solle das stufenweise Erreichen übergeordneter Ziele ermöglichen. Als letztes Ziel sieht er seine Vorstellung einer „Weltgemeinschaft“.

Eurasien

Dabei sollte „amerikanische Politik … letzten Endes von der Vision einer besseren Welt getragen sein: der Vision, im Einklang mit langfristigen Trends sowie den fundamentalen Interessen der Menschheit eine auf wirksame Zusammenarbeit beruhende Weltgemeinschaft zu gestalten. Aber bis es soweit ist, lautet das Gebot, keinen eurasischen Herausforderer aufkommen zu lassen, der den eurasischen Kontinent unter seine Herrschaft bringen und damit auch für Amerika eine Bedrohung darstellen könnte.“ (S. 16)

## Eine Hegemonie neuen Typs (S. 17–52)
Brzeziński vergleicht zunächst die Vorherrschaft der USA mit früher bestehenden Hegemonien:
„Hegemonie ist so alt wie die Menschheit. Die gegenwärtige globale Vorherrschaft der USA unterscheidet sich jedoch von allen früheren historischen Beispielen durch ihr plötzliches Zustandekommen, ihr weltweites Ausmaß und die Art und Weise, auf die sie ausgeübt wird.“ (S. 17)

### Der kurze Weg zur globalen Vorherrschaft
In diesem Unterkapitel (S. 17–26) stellt Brzeziński den Weg der USA zur globalen Vorherrschaft dar: Dieser war ungewöhnlich kurz und führte schrittweise vom Spanisch-Amerikanischen Krieg über zwei Weltkriege und den Kalten Krieg bis zum Auseinanderbrechen der Sowjetunion. Brzeziński resümiert im Vorspann des Unterkapitels die danach ausführlicher dargestellten Einzelschritte:
„Bedingt durch die Dynamik internationaler Prozesse hat sich Amerika im Laufe eines einzigen Jahrhunderts von einem relativ isolierten Land der westlichen Hemisphäre in einen Staat von nie dagewesener Ausdehnung und beispielloser Macht verwandelt.“ (S. 17)

### Die einzige Weltmacht
Als erste und einzige wirklich globale und wahrscheinlich letzte Weltmacht betrachtet Brzeziński die USA als „beispiellos“: Dies macht er im Vergleich deutlich:
- Die Macht des Römischen Reiches habe auf Militärorganisation und kultureller Attraktivität beruht.
- China habe sich auf eine effiziente Verwaltung, die gemeinsame ethnische Identität und das Bewusstsein kultureller Überlegenheit gestützt.
- Das Mongolenreich sei durch Militärtaktik und Assimilation an die Kultur der eroberten Länder entstanden.
- Das Britische Weltreich habe sich auf Handelsniederlassungen, eine überlegene Militärorganisation und seine allseits geachtete kulturelle Überlegenheit gestützt.

Im Gegensatz zu den früheren eurasischen Imperien sei die Macht der Vereinigten Staaten erstmals weltbeherrschend, wobei Eurasien erstmals von einer außereurasischen Macht dominiert werde:
Der gesamte (eurasische) Kontinent ist von amerikanischen Vasallen und tributpflichtigen Staaten übersät, von denen einige allzu gern noch fester an Washington gebunden wären. (S. 41)
In vier Bereichen sieht Brzeziński die USA als allen anderen Mächten überlegen an: militärisch, wirtschaftlich, technologisch und kulturell. Im Zusammenspiel dieser Kriterien sieht er die Erklärung dafür, dass die USA die einzige globale Supermacht „im umfassenden Sinne“ seien (S. 44).

### Das globale Ordnungssystem der USA
Aufgrund der besonderen innenpolitischen Faktoren der USA – der pluralistischen Kräfte der Demokratie und der Rolle der öffentlichen Meinung – ist nach Brzezińskis Auffassung die Einbindung anderer Länder in ihr Ordnungssystem wichtiger, als es für frühere Hegemonien war, die aristokratisch, hierarchisch und autoritär geprägt waren. Die Einflussnahme auf abhängige ausländische Eliten sei somit eher indirekt. Sie liege vor allem auf kulturellem Gebiet und in der Wirkung demokratischer Prinzipien und Institutionen. Der Einfluss verstärke sich durch Kommunikationssysteme, Unterhaltungsindustrie und Massenkultur. Dazu komme der Effekt politischer Vorbilder und ihrer PR-Techniken sowie die Vorbildwirkung des wettbewerbsorientierten Unternehmertums.
Die Vormachtstellung Amerikas habe eine neue internationale Ordnung hervorgebracht, die, so Brzeziński, viele Merkmale der amerikanischen politischen Ordnung im Bereich der internationalen Politik institutionalisiere:
- Die NATO als kollektives Sicherheitssystem einschließlich integrierter Kommando- und Streitkräftestrukturen verleihe den Vereinigten Staaten selbst in innereuropäischen Angelegenheiten eine wichtige Stimme. Japan bleibe (zumindest vorerst) im Grunde genommen ein amerikanisches Protektorat.
- Über regionale Wirtschaftkooperationen (APEC, NAFTA) und spezialisierte Institutionen zu weltweiter Zusammenarbeit (Weltbank, IWF, Welthandelsorganisation) übe die USA Einfluss aus. „Offiziell vertreten der Internationale Währungsfond (IWF) und die Weltbank globale Interessen und tragen weltweit Verantwortung. In Wirklichkeit werden sie jedoch von den USA dominiert, die sie mit der Konferenz von Bretton Woods im Jahre 1944 aus der Taufe hoben.“
- Die USA vermittelten Verfahrensweisen, die auf konsensorientierte Entscheidungsfindung abzielen, selbst wenn die USA darin den Ton angeben, und bevorzugten eine demokratische Mitgliedschaft innerhalb der wichtigsten Bündnisse. Sie förderten eine rudimentäre weltweite Verfassungs- und Rechtsstruktur (angefangen mit dem Internationalen Gerichtshof IGH bis hin zu einem Sondertribunal zur Ahndung bosnischer Kriegsverbrechen).

Brzeziński fasst den Unterschied in Organisation und politischem Stil im Vergleich zu bisherigen Imperien zusammen:

„Anders als frühere Imperien ist dieses gewaltige und komplexe globale System nicht hierarchisch organisiert. Amerika steht im Mittelpunkt eines ineinander greifenden Universums, in dem Macht durch dauerndes Verhandeln, im Dialog, durch Diffusion und in dem Streben nach offiziellem Konsens ausgeübt wird, selbst wenn diese Macht letztlich von einer einzigen Quelle, nämlich Washington, D.C., ausgeht. Das ist auch der Ort, wo sich der Machtpoker abspielt, und zwar nach amerikanischen Regeln.“

Über Lobbyisten, ethnische Gruppierungen und Interessengruppen bemühen sich, so Brzeziński, ausländische Regierungen, Einfluss auf die amerikanische Politik zu nehmen, hierbei stechen seiner Meinung nach die jüdische, griechische und armenische Lobby als die am besten organisierten hervor.
Das beschriebene Ordnungssystem entstand nach Brzezińskis Darstellung im Kalten Krieg als Teil der Bemühungen, die Sowjetunion „in Schach zu halten“.

## Das eurasische Schachbrett (S. 53–88)
Die Vormachtstellung der USA hängt in der geostrategischen Konzeption Brzezińskis davon ab, inwiefern die USA sich in Eurasien, dem insgesamt überlegenen und geopolitisch „axialen“ Kontinent, behaupten können:
„Eurasien ist somit das Schachbrett, auf dem sich auch in Zukunft der Kampf um die globale Vorherrschaft abspielen wird.“ (S. 16) „Dieses riesige, merkwürdig geformte eurasische Schachbrett – das sich von Lissabon bis Wladiwostok erstreckt – ist der Schauplatz des global play.“ (S. 58) 
Ohne die Vormachtstellung der USA gäbe es laut Brzeziński weltweit Anarchie. Um diese zu verhindern, müssen sich die USA in drei geographischen Zonen durchsetzen:
„Wenn der mittlere Bereich immer stärker in den expandierenden Einflussbereich des Westens (wo Amerika das Übergewicht hat) gezogen werden kann, wenn die südliche Region nicht unter die Herrschaft eines einzigen Akteurs gerät und eine eventuelle Vereinigung der Länder in Fernost nicht die Vertreibung Amerikas von seinen Seebasen vor der ostasiatischen Küste nach sich zieht, dürften sich die USA behaupten können.“ (S. 58)

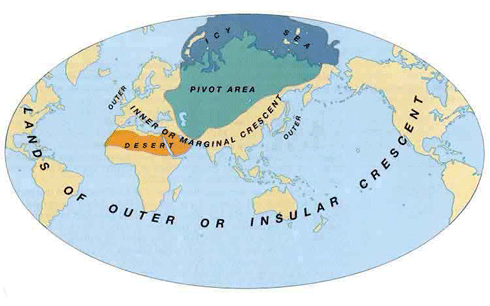
Mackinders "Pivot Area". Laut Mackinder ist die Pivot Area entscheidend für die globale Dominanz.

Amerikas Vorrangstellung in Eurasien würde nach Brzezińskis Folgerung dramatisch schwinden, wenn die Staaten im mittleren Raum (das Gebiet der ehemaligen Sowjetunion) dem Westen eine „Abfuhr“ erteilten, sich zu einer politischen Einheit zusammenschlössen und die Kontrolle über den Süden (Zentralasien) erlangten oder mit dem großen östlichen Mitspieler (China) ein Bündnis eingingen. Ähnlich gefährlich wäre ein Zusammenschluss Japans und Chinas oder eine Politik der Staaten Westeuropas, die die USA von ihren Stützpunkten an der westlichen Peripherie vertreiben würde.
Die Mittel der Durchsetzung der Politik der USA müssen in der Darstellung Brzezińskis in der derzeitigen Situation politisches Taktieren, Diplomatie, Koalitionsbildung, Mitbestimmung und wohlerwogener Einsatz „politischer Aktivposten“ sein.

### Geopolitik und Geostrategie
Für die außenpolitischen Prioritäten eines Nationalstaates ist im geostrategischen Konzept Brzezińskis nach wie vor die geographische Lage bestimmend. Gebietsstreitigkeiten folgten aber meist nicht mehr aus Vergrößerungswünschen, sondern hätten ihre Ursache eher in der Unzufriedenheit darüber, dass die „ethnischen Brüder“ im Nachbarland diskriminiert würden.
Anknüpfend an die Heartland-Theorie Halford Mackinders und die Geopolitik Albrecht Haushofers lautet in Brzezińskis Verständnis die geopolitische Frage heute nicht mehr, von welchem Teil Eurasiens aus der ganze Kontinent beherrscht werden könne, und auch nicht, ob eine Landmacht wichtiger als eine Seemacht sei. In der Geopolitik gehe es nicht mehr um regionale, sondern um globale Dimensionen, wobei aber die Dominanz auf dem eurasischen Kontinent auch heute noch die Voraussetzung für globale Vormachtstellung sei.

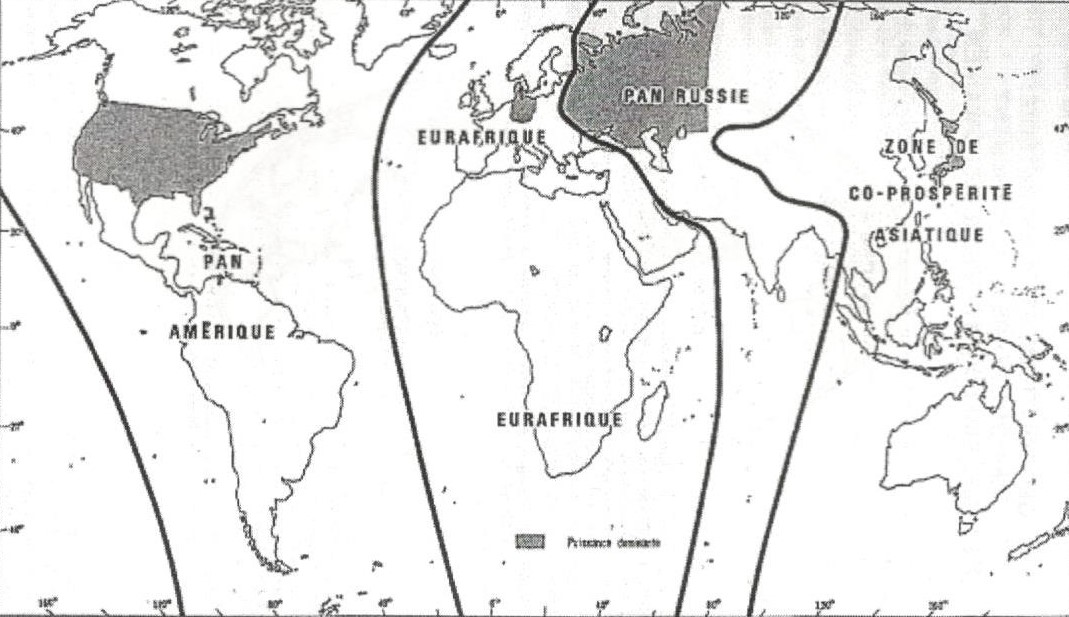
Karl Haushofers Pan-Regionen

Die ersten beiden grundlegenden Schritte der von Brzeziński empfohlenen Strategie sind,
- die Ziele der politischen Eliten der „geostrategisch dynamischen Staaten“ Eurasiens zu entschlüsseln und die „geopolitisch kritischen“ und „katalytischen“ eurasischen Staaten ins Auge zu fassen, die aufgrund ihrer geographischen Lage und/oder ihrer bloßen Existenz entweder auf die aktiveren geostrategischen Akteure oder auf die regionalen Gegebenheiten wie „Katalysatoren“ wirken.
- eine spezifische US-Politik zu formulieren, die in der Lage ist, diese Verhältnisse auszubalancieren, mitzubestimmen und/oder unter Kontrolle zu bekommen, um unverzichtbare US-Interessen zu wahren und zu stärken und eine umfassendere Geostrategie zu entwerfen, die alle Politikfelder verbindet.

Brzeziński fasst die „Imperative imperialer Geostrategie“ zusammen: taktisch kluger Umgang mit den dynamischen Staaten und behutsamer Umgang mit den katalytischen. Was gemeint ist, erläutert er im Rückgriff auf politische Verhältnisse der Vergangenheit mit drei Imperativen:
„Bedient man sich einer Terminologie, die an das brutalere Zeitalter der alten Weltreiche gemahnt, so lauten die drei großen Imperative imperialer Geostrategie: Absprachen zwischen den Vasallen zu verhindern und ihre Abhängigkeit in Fragen der Sicherheit zu bewahren, die tributpflichtigen Staaten fügsam zu halten und zu schützen und dafür zu sorgen, dass die ‚Barbaren‘völker sich nicht zusammenschließen.“ (S. 65f.)

### Geostrategische Akteure und geostrategische Dreh- und Angelpunkte
Frankreich, Deutschland, Russland, China und Indien sind geostrategische Hauptakteure, während Großbritannien, Japan, Indonesien zwar sehr wichtig, aber keine Hauptakteure sind. Die Ukraine, Aserbaidschan, Südkorea, die Türkei und der Iran stellen geopolitische Dreh- und Angelpunkte von entscheidender Bedeutung dar. Die Türkei und der Iran sind zudem geostrategische Akteure. Die wichtigsten und dynamischsten geostrategischen Akteure an Eurasiens westlicher Peripherie seien Frankreich und besonders Deutschland „als wirtschaftlicher Motor der Region und künftige Führungsmacht der Europäischen Union (EU).“ Deutschland halte jedoch wegen seiner geographischen Lage an der „Option einer besonderen bilateralen Vereinbarung mit Russland“ fest.
Großbritannien
Großbritannien sieht Brzeziński als einen „aus dem aktiven Dienst ausgeschiedener geostrategischer Akteur, der sich auf seinem prächtigen Lorbeer ausruht und sich aus dem großen europäischen Abenteuer weitgehend heraushält, bei dem Frankreich und Deutschland die Fäden ziehen.“
Ukraine
Die Ukraine hat eine besondere Bedeutung im Spiel der Kräfte, trägt sie doch nach Brzeziński „durch ihre bloße Existenz“ zur Umwandlung Russlands bei.
„Ohne die Ukraine ist Russland kein eurasisches Reich mehr. Es kann trotzdem nach einem imperialen Status streben, würde aber dann ein vorwiegend asiatisches Reich werden, das aller Wahrscheinlichkeit nach in lähmende Konflikte mit den aufbegehrenden Staaten Zentralasiens hineingezogen würde, die den Verlust ihrer erst kürzlich erlangten Eigenstaatlichkeit nicht hinnehmen und von den anderen islamischen Staaten im Süden Unterstützung erhalten würden.“

### Ernste Entscheidungen und mögliche Herausforderungen
Hinsichtlich „ernster Entscheidungen“ stellte Brzeziński 1996 die folgenden Politikfelder dar:
- Die USA müssen die Partnerschaft mit einem gleichberechtigten Europa konstruktiv unterstützen. Ein gestärktes und unabhängigeres Europa wird zu einer Neuordnung der NATO führen, in der die Vormachtstellung, aber auch die Verantwortung der USA innerhalb des Bündnisses schwächer wird. Das Sonderverhältnis zum Vereinigten Königreich, das die Einheit Europas behindert, kann nicht weitergeführt werden. Eine Osterweiterung von EU und NATO wird vorausgesehen:

„Da zunehmend Konsens darüber besteht, dass die Nationen Mitteleuropas sowohl in die EU als auch in die NATO aufgenommen werden sollten, richtet sich die Aufmerksamkeit auf den zukünftigen Status der baltischen Republiken und vielleicht bald auf den der Ukraine.“
- Eine wirtschaftliche Unterstützung für Russland ist zweischneidig, da sie Russlands „imperiales Potential“ stärkt. Statt der erwünschten Demokratisierung und Europäisierung könnte der Wunsch wach werden, die frühere Großmachtrolle wiederzugewinnen. Eine „Balkanisierung“ des zentraleurasischen Raums durch ethnische und religiöse Konflikte, besonders auch durch den antiamerikanischen Fundamentalismus, muss verhindert werden.
- Chinas Rolle als regionale Macht muss anerkannt werden, Interessensphären müssen gemeinsam vereinbart werden. Das trilaterale Bündnis der USA mit Japan und Südkorea könnte durch die Zugeständnisse an China beeinträchtigt werden.
- Denkbare neue eurasische Koalitionen könnten den Interessen der USA gefährlich werden: eine Koalition zwischen China, Russland und vielleicht dem Iran; eine „chinesisch-japanische Achse“; eine deutsch-russische Absprache, eine französisch-russische Entente oder gar eine europäisch-russische Verständigung.

Die Einflussmöglichkeiten sah Brzeziński als begrenzt an:
„Das gegenwärtig herrschende globale System der USA, innerhalb dessen die Kriegsgefahr vom Tisch ist, bleibt aller Wahrscheinlichkeit nur in jenen Teilen der Welt stabil, in denen sich die von einer langfristigen Geostrategie gelenkte Vormachtstellung Amerikas auf vergleichbare und wesensverwandte soziopolitische Systeme stützt, die miteinander durch multilaterale, von Amerika dominierte Strukturen verbunden sind.“

## Der demokratische Brückenkopf (S. 89–129)
Europa ist aufgrund der gemeinsamen Wertebasis für Brzeziński der natürliche Verbündete der USA und „eurasischer Brückenkopf“:
„Eine erfolgreich verlaufende politische Vereinigung würde etwa 400 Millionen Menschen unter einem demokratischen Dach zusammenschließen, die einen den Vereinigten Staaten vergleichbaren Lebensstandard genießen. Ein solches Europa müsste zwangsläufig eine Weltmacht werden. Außerdem dient Europa als Sprungbrett für die fortschreitende Ausdehnung demokratischer Verhältnisse bis tief in den euroasiatischen Raum hinein. Europas Osterweiterung würde den Sieg der Demokratie in den neunziger Jahren festigen.“ (S. 89)
Über die NATO sieht Brzeziński mit der Ausdehnung des europäischen Geltungsbereichs auch eine Erweiterung der direkten Einflusssphäre der Vereinigten Staaten. Ein vereinigtes Europa, das potentiell eine Weltmacht wäre, ist nach Brzeziński jedoch noch eine bloße Vision, wie es sich im Bosnienkonflikt gezeigt habe.
„Tatsache ist schlicht und einfach, dass Westeuropa und zunehmend auch Mitteleuropa weitgehend ein amerikanisches Protektorat bleiben, dessen alliierte Staaten an Vasallen und Tributpflichtige von einst erinnern. Dies ist kein gesunder Zustand, weder für Amerika noch für die europäischen Nationen.“ (S. 92)
Außerdem verliert nach Brzezińskis Auffassung die europäische Idee an Zugkraft, Mitte der neunziger Jahre seien die ursprünglichen Impulse verpufft. Das die Wirtschaftskraft schwächende Sozialsystem lenke die politische Aufmerksamkeit auf die Innenpolitik. Lediglich der Behördenapparat der EU treibe die Integration voran, außerdem die politischen Eliten Frankreichs und Deutschlands, allerdings mit unterschiedlichen Vorstellungen. Sein Gesamteindruck ist eher ernüchternd:
„Im Allgemeinen macht das heutige Westeuropa den Eindruck einer Reihe von gequälten, unzusammenhängenden, bequemen und dennoch sozial unzufriedenen und bekümmerten Gesellschaften, die keine zukunftsweisende Vision mehr haben.“

### Grandeur (Frankreich) und Erlösung (Deutschland)
Frankreich erhoffe sich durch Europa seine „Wiedergeburt“, Deutschland seine „Erlösung“. Er charakterisiert das französische und deutsche Selbstverständnis in Europa dementsprechend mithilfe zweier Formeln:
- „Für Frankreich ist Europa das Mittel, seine einstige Größe wiederzuerlangen.“
- „Für Deutschland bedeutet Erlösung + Sicherheit = Europa + Amerika. Diese Formel umreißt seine Haltung und Politik, macht es zugleich zu Europas Musterknaben und zum stärkeren Anhänger Amerikas in Europa. Deutschland versteht sein glühendes Eintreten für Europa als historische Reinigung, als Wiederherstellung seiner moralischen und politischen Reputation. Indem es sich mit Europa entsühnt, stellt Deutschland seine Größe wieder her, während es zugleich eine Mission übernimmt, die nicht automatisch europäische Ressentiments und Ängste gegen die Deutschen mobilisiert. Verfolgen die Deutschen nämlich ihr eigenes nationales Interesse, so laufen sie Gefahr, die anderen Europäer vor den Kopf zu stoßen; fördern sie jedoch das gemeinsame Interesse Europas, trägt ihnen das die Unterstützung und den Respekt der anderen Europäer ein.“

Ausdruck der französischen Obsession, Weltmacht zu sein, sind nach Brzeziński der Besitz von Nuklearwaffen, der Sitz im Sicherheitsrat und die Anstrengungen der französischen Regierungen, in den meisten französischsprachigen Ländern Afrikas weiterhin als Sicherheitsmacht präsent zu sein. Frankreichs geopolitische Sphäre von Sicherheit und Einfluss umfasst nach Brzezińskis Einschätzung die Iberische Halbinsel, die nördlichen Küsten des westlichen Mittelmeers sowie Deutschland bis hin zum östlichen Mitteleuropa.
„Daraus ergeben sich für Frankreich zwei große Dilemmas: Wie lässt sich ein amerikanisches Sicherheitsengagement für Europa bewahren … und dabei die amerikanische Präsenz ständig reduzieren; wie lässt sich die deutsch-französische Partnerschaft als ökonomisch-politischer Motor der europäischen Einigung erhalten und dabei eine deutsche Führung in Europa verhindern?“ 
Deutschland würde eine französische Führungsrolle in einem vereinten, (von Amerika) unabhängigen Europa akzeptieren, aber es erkenne, dass Frankreich nicht die Weltmacht ist, die Europa dieselbe Sicherheit verschaffen könnte wie die USA, denn „Frankreich ist nicht mehr und nicht weniger als eine europäische Macht mittleren Kalibers.“
Die deutsche Wiedervereinigung war, so Brzeziński, für Frankreich ein zusätzlicher Ansporn, Deutschland in das verbindliche Rahmenwerk der politischen Union einzugliedern. Darüber hinaus habe Deutschlands Wiedervereinigung die „tatsächlichen Parameter europäischer Politik“ erheblich verändert.
„Für Russland wie für Frankreich bedeutete sie eine geopolitische Niederlage. Das vereinte Deutschland war nun nicht nur mehr der politische Juniorpartner Frankreichs, es wurde automatisch die unbestreitbar erste Macht in Westeuropa und – vor allem wegen seiner beträchtlichen Beitragszahlungen zur Unterstützung der wichtigsten internationalen Institutionen sogar teilweise eine Weltmacht.“ 
Infolgedessen sei Frankreich in die NATO zurückgekehrt. Mit seinen Sonderbeziehungen zu Russland und seiner notwendigen Zustimmung zur Osterweiterung verstärkte Frankreich nach Brzeziński den Druck auf die USA, die französischen Vorschläge für eine Reform der NATO in Rechnung zu stellen.
Deutschland habe die französische Führungsrolle akzeptiert, weil die deutsch-französische Aussöhnung die Voraussetzung für die Schaffung einer europäischen Gemeinschaft gewesen sei und Deutschland historisch und moralisch rehabilitiert habe. Angesichts der sowjetischen Bedrohung sei jedoch auch die Loyalität gegenüber Amerika überlebenswichtig gewesen. Diese Voraussetzungen, so Brzeziński, entfielen nach dem Zusammenbruch der Sowjetunion. Die Verbindung zu Amerika bot dem wiedervereinigten Deutschland nun den Schirm für eine Führungsrolle in Mitteleuropa.
Die Interessenzone Deutschlands umfasst in der Sicht Brzezińskis Frankreich und die postkommunistischen Staaten Mitteleuropas einschließlich der baltischen Republiken, Weißrusslands und der Ukraine, reicht sogar bis nach Russland hinein. Es ist das Gebiet der früheren Ausstrahlung deutscher Kultur in Osteuropa. Der entscheidende Durchbruch war die deutsch-polnische Versöhnung. Brzeziński vergleicht die deutsch-polnische Versöhnung in ihrer geopolitischen Bedeutung in Mitteleuropa mit den früheren Auswirkungen der deutsch-französischen Versöhnung auf Westeuropa. Dank Polen habe der deutsche Einfluss nach Norden – in die baltischen Staaten – sowie nach Osten – bis in die Ukraine und Weißrussland – ausstrahlen können.
Das sogenannte Weimarer Dreieck habe eine „geopolitische Achse“ auf dem europäischen Kontinent geschaffen. Deutschlands Engagement für eine Osterweiterung habe die Akzeptanz einer deutschen Führung in Mitteleuropa erleichtert. Aber zugleich hätten sich daraus Unterschiede zu den Europa-Interessen der Nachbarn ergeben:
„Deutschlands Konzeption einer Zukunft Europas unterschied sich somit von der seiner wichtigsten europäischen Verbündeten: Die Briten sprachen sich für ein größeres Europa aus, weil sie in einer Erweiterung ein Mittel sahen, Europas Einheit zu verwässern; die Franzosen befürchteten, dass solche Erweiterung Deutschlands Rolle stärken würde, plädierten daher für eine begrenztere Integration. Deutschland machte sich für beides stark und erlangte dadurch in Mitteleuropa ein ganz eigenes Ansehen.“ (S. 109)

### Amerikas zentrales Ziel
Brzezińskis Schlussfolgerung aus der geschilderten Situation ist, dass die USA sich für die europäische Einigung engagieren müssten. Europa solle als echter globaler Partner akzeptiert werden. Entscheidungsgewalt und Verantwortung müssten zwischen Europa und den USA geteilt werden. Kurzfristig sollten die USA Deutschlands Führungsrolle taktisch unterstützen und Frankreichs Wunsch nach einer Strukturreform der NATO entgegenkommen und die Rolle der Westeuropäischen Union in der Befehlsstruktur und bei der Entscheidungsfindung der NATO stärken. Die USA müssen besonders auf Deutschland einwirken, um die weitere Ost-Ausdehnung Europas zu fördern, wobei Brzeziński besonders das Baltikum und die Ukraine im Blick hat.
Seine Einschätzung der Eigendynamik Europas ist dabei eher kritisch:
„Sich selbst überlassen, laufen die Europäer Gefahr, von ihren sozialen Problemen völlig vereinnahmt zu werden.“ (…) „Die Krise der politischen Glaubwürdigkeit und des Wirtschaftswachstums … ist in der alle gesellschaftlichen Bereiche erfassenden Ausweitung des sozialstaatlichen Systems, das Eigenverantwortlichkeit klein schreibt und Protektionismus und Engstirnigkeit begünstigt, tief verwurzelt. Die Folge ist eine kulturelle Lethargie, eine Kombination von eskapistischem Hedonismus und geistiger Leere –‚ die radikale Nationalisten oder dogmatische Ideologen für ihre Zwecke ausnützen könnten.“ (S. 111)
Bei einer Stagnation des Integrationsprozesses könnte, so Brzeziński, die deutsche Vorstellung von einer europäischen Ordnung nationalistischere Züge annehmen, wodurch die Brückenkopffunktion verloren ginge. Für Amerika ist jedoch die Ausweitung und Konsolidierung der EU die wertvollste Lösung, aber „dazu bedarf es eines massiven Impulses von seiten der USA“. Das Gleiche gilt nach Brzeziński für die NATO, ohne die Europa „fast augenblicklich auch politisch in seine Einzelstaaten zerfallen (würde)“. Im Zuge der Einigung werde die NATO „auf der Basis einer Eins-plus-eins (USA + EU)-Formel“ verändert werden müssen.

Erweiterung der EU

Ohne das französische „Sendungsbewusstsein“ wäre auch die Südflanke Europas instabiler. Brzeziński sieht dazu aber in Frankreich vor allem einen „maßgebenden“ Partner bei der grundlegenden Aufgabe, Deutschland auf Dauer fest in Europa einzubinden.
„Die beherrschende Position Deutschlands ist für die Westeuropäer nur tolerierbar, solange sie der Vormachtstellung der USA untergeordnet ist. Deshalb braucht Deutschland Frankreich, Europa die deutsch-französische Achse.“
Für die Osterweiterung stellt Brzeziński seine Vorstellung von der Beziehung zu Russland und Deutschland klar heraus: „Das Streben nach Osterweiterung geht weder auf eine Animosität gegenüber Russland oder auf Angst vor diesem zurück noch auf den Wunsch, diesen Staat zu isolieren.“ Bei der Osterweiterung sei die Zusammenarbeit mit Deutschland und „gemeinsame Führung“ wesentlich, um die anderen NATO-Verbündeten zu ermutigen, den Schritt der Erweiterung gutzuheißen.
Wenn die Vereinigten Staaten und Deutschland gemeinsam die anderen NATO-Verbündeten ermutigen, den Schritt gutzuheißen und entweder mit Russland, sollte es zu einem Kompromiss bereit sein (vgl. Kapitel 4), eine wirksame Übereinkunft aushandeln, oder ihre Entscheidung in der richtigen Überzeugung, dass die Gestaltung Europas nicht den Einwänden Moskaus untergeordnet werden kann, treffen, dann steht der Erweiterung nichts im Wege. Das erforderliche einstimmige Einverständnis sämtlicher NATO-Mitglieder wird nur unter amerikanisch-deutschem Druck zustande kommen, doch wird kein NATO-Mitglied seine Zustimmung verweigern können, wenn Amerika und Deutschland gemeinsam darauf dringen. (S. 121)
Ein Stocken der NATO-Osterweiterung wäre für Brzeziński „das Ende einer umfassenden amerikanischen Politik für ganz Eurasien“. Dieses Scheitern würde „die amerikanische Führungsrolle diskreditieren, es würde den Plan eines expandierenden Europa zunichte machen, die Mitteleuropäer demoralisieren und möglicherweise die gegenwärtig schlummernden oder verkümmernden geopolitischen Gelüste Russlands in Mitteleuropa neu entzünden.“
Bei der fortschreitenden Ausdehnung Europas dürfe keine Macht außerhalb des bestehenden transatlantischen Systems ein Vetorecht gegen die Teilnahme eines geeigneten europäischen Staates in dem europäischen System – und mithin in dessen transatlantischem Sicherheitssystem haben. Außerdem dürfe kein europäischer Staat, der die Voraussetzungen mitbringt, a priori von einer eventuellen Mitgliedschaft in EU oder NATO ausgeschlossen werden.

### Europas historischer Zeitplan
Brzeziński rechnete damit, dass bis 1999 die ersten neuen Mitglieder aus Mitteleuropa in die NATO und 2002 oder 2003 in die EU aufgenommen würden. Bis 2005 würden die baltischen Staaten beitreten, vielleicht auch Schweden und Finnland. Zwischen 2005 und 2010 „sollte die Ukraine für Verhandlungen sowohl mit der EU als auch mit der NATO bereit sein, insbesondere wenn das Land in der Zwischenzeit bedeutende Fortschritte bei seinen innenpolitischen Reformen vorzuweisen und sich deutlicher als ein mitteleuropäischer Staat ausgewiesen hat“.

NATO Erweiterung 1949 bis 2004, 2008 wurden bei der 3. Osterweiterung Kroatien und Albanien aufgenommen

Zum Vergleich mit Brzezińskis strategischer Prognose die tatsächliche Erweiterung der Europäischen Union und die NATO-Osterweiterung: 1999 wurden Tschechien, Ungarn und Polen in die NATO aufgenommen, 2004 Bulgarien, Estland, Lettland, Litauen, Rumänien, die Slowakei und Slowenien. Am 1. Mai 2004 traten die Staaten Estland, Lettland, Litauen, Polen, Tschechien, Slowakei, Ungarn, Slowenien, Malta und Zypern der Europäischen Union bei. Am 1. Januar 2007 sind nach einem EU-Beschluss unter strikten Auflagen auch Bulgarien und Rumänien in die Europäische Union aufgenommen worden.
Zum Verhältnis zu Russland und möglichen Komplikationen der Entwicklung der Erweiterung schreibt Brzeziński:
„Es kommt nun sehr darauf an, ob sich das oben skizzierte Szenario friedlich entwickeln kann oder in den Sog zunehmender Spannungen mit Russland gerät. Den Russen sollte beständig versichert werden, dass ihnen die Tür zu Europa offensteht, ebenso wie die zu seiner späteren Beteiligung ihres Landes an einem erweiterten transatlantischen Sicherheitssystem und vielleicht in fernerer Zukunft an einer neuen transeurasischen Sicherheitsstruktur. Um diesen Beteuerungen Glaubwürdigkeit zu verleihen, sollten die Zusammenarbeit und der Austausch zwischen Russland und Europa auf allen Gebieten ganz bewusst gefördert werden.“

## Das schwarze Loch (S. 130–180)
1991 entstand nach Brzeziński mitten in Eurasien ein „Schwarzes Loch“, in dem kein neues eurasisches Imperium entstehen dürfe, „das Amerika an der Verwirklichung seines geostrategischen Ziels hindern könnte, ein größeres euroatlantisches System zu entwerfen, in welches sich dann Russland dauerhaft und sicher einbeziehen lässt.“

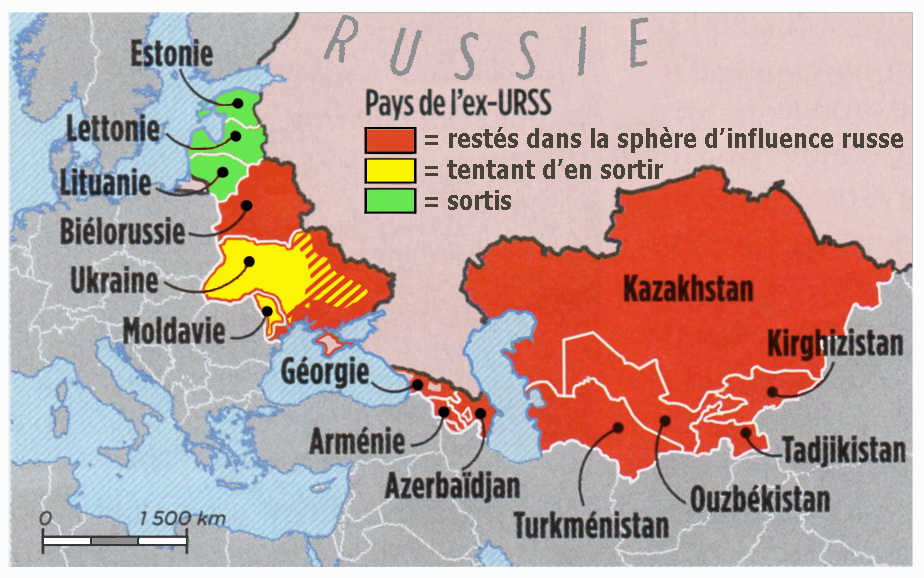
An Russland angrenzende Länder 2014: rot: unter russischem Einfluss, grün; außerhalb des russischen Einflusses, gelb: Versuch, sich dem russischen Einfluss zu entziehen (Teile der Ukraine).

### Russlands neuer geopolitischer Rahmen
Das geopolitische „Durcheinander“ durch den Verlust des an die Türkei grenzenden Kaukasus, die Abspaltung Zentralasiens mit seinen Bodenschätzen und besonders die Unabhängigkeit der Ukraine „stellte den russischen Anspruch, der von Gott auserkorene Bannerträger einer gemeinsamen panslawistischen Identität zu sein, geradezu im Kern in Frage.“
Die Schrumpfung des geopolitischen Einflussgebiets, der Zusammenbruch des Warschauer Pakts, das Streben der früheren Satellitenstaaten Mitteleuropas, allen voran Polen, zur NATO und Europäischen Union, beunruhigte Russland. Besonders schmerzhaft sei der Verlust der Ukraine gewesen, der „die Russen“ gezwungen habe, ihre eigene politische und ethnische Identität zu überdenken. Er stellt für Brzeziński ein schwerwiegendes geopolitisches Hindernis dar, da Russland nur mit der Ukraine zu einem eurasischen Reich werden könne und Russland zudem seiner beherrschenden Position am Schwarzen Meer beraubt worden sei.
Ohne die Ukraine droht in der Auffassung Brzezińskis jeder Versuch Moskaus, das eurasische Reich wiederaufzubauen, Russland in langwierige Konflikte mit den wachsenden national und religiös motivierten Nichtslawen zu bringen.
Die Völker der angrenzenden Staaten im Süden seien zunehmend nationalistischer und islamorientierter geworden, zumal sie von der Türkei, dem Iran, Pakistan und Saudi-Arabien unterstützt würden. In Fernost „schickt sich Chinas Wirtschaftsmacht an, die historische Gleichung zwischen den beiden Ländern von Grund auf umzukehren, wobei die leeren Räume Sibiriens chinesische Siedler fast schon herbeiwinken.“

### Geostrategische „Wunschvorstellungen“ Russlands
Brzeziński sieht drei Optionen historischer Denkschulen, die alle mit Russlands Status gegenüber den USA zusammenhängen:
1. globales Kondominat mit den USA (Jelzins anfängliche „Westler-Konzeption“);
2. wirtschaftliche Integration des „nahen Auslands“ unter der Führung Moskaus oder Wiederherstellung einer imperialen Gewalt, um Europa und den USA „Paroli bieten zu können“ (spätere kritische Haltung Jelzins);
3. eine Anti-USA-Koalition (ab Mitte der 1990er Jahre).

Zu 1: Die Illusion einer gleichberechtigten weltpolitischen Partnerschaft „(nährte) die Vorstellung, dass Mitteleuropa irgendwie eine Region von besonderer politischer Nähe zu Russland bliebe oder sogar bleiben wollte. Die Auflösung des Warschauer Pakts und des COMECON hätte, so dachte man, keine Hinwendung ihrer früheren Mitglieder zur NATO, ja nicht einmal zur EU zur Folge.“ Aber „Amerika verspürte keinerlei Neigung, seine Weltmacht mit Russland zu teilen, es wäre auch völlig unrealistisch gewesen. Das neue Russland war einfach zu schwach, seine Wirtschaft in einem dreiviertel Jahrhundert kommunistischer Herrschaft zu heruntergekommen und das Land gesellschaftlich zu rückständig, um ein wirklicher Partner im globalen Maßstab zu sein.“ „Überdies gingen in einigen der für die Vereinigten Staaten aus nationalem Interesse zentralen geostrategischen Fragen – in Europa, dem Nahen Osten und in Fernost – die amerikanischen und russischen Bestrebungen keineswegs in die gleiche Richtung.“
„Verblendet von dem Wahn, mit den USA den Status als Weltmacht zu teilen, konnte sich die politische Elite Moskaus nur schwer mit der Tatsache abfinden, dass Russland sowohl im Gebiet der einstigen Sowjetunion selbst als auch im Hinblick auf die früheren Satellitenstaaten in Mitteleuropa keine privilegierte geopolitische Position mehr einnahm.“

„In der seit spätestens 1994 zunehmenden Tendenz der USA, den amerikanisch-ukrainischen Beziehungen höchste Priorität beizumessen und der Ukraine ihre neue nationale Freiheit bewahren zu helfen, erblickten viele in Moskau – sogar die sogenannten Westler – eine gegen das vitale russische Interesse gerichtete Politik, die Ukraine schließlich wieder in den Schoß der Gemeinschaft zurückzuholen (sic).“
Zu 2: Die Denkrichtung des „nahen Auslands“ vertritt im Kern die „durchaus vernünftige Forderung, dass Russland sich zuallererst auf die Beziehungen zu den neuerdings unabhängigen Staaten konzentrieren müsse, zumal diese allesamt dank einer Sowjetpolitik, die die ökonomischen Abhängigkeiten unter ihnen gefördert hatte, nach wie vor an Russland gebunden sind.“ Die Betonung des nahen Auslands hatte nach Brzeziński aber auch „imperiale Untertöne“. Im September 1995 äußerte Präsident Jelzin: „Hauptziel der Politik Russlands gegenüber der GUS ist es, einen wirtschaftlich und politisch integrierten Staatenbund zu schaffen, der in der Lage ist, seinen angestammten Platz in der Weltgemeinschaft zu behaupten (…), um Russland als die führende Kraft in dem Gefüge neuer zwischenstaatlicher politischer und wirtschaftlicher Beziehungen auf dem Territorium der früheren Sowjetunion zu konsolidieren.“ Daher sollten auch die politischen und militärischen Beziehungen zwischen Russland und der GUS verstärkt werden.
Der „Eurasianismus“ geht über die ökonomischen und politischen Komponenten hinaus, um die Mission Russlands zu definieren: Russland habe eine eigene eurasische Identität „in dem Vermächtnis der glorreichen Vergangenheit Russlands, das einst über die riesige Landmasse zwischen Mitteleuropa und den Küsten des Stillen Ozeans gebot, dem Vermächtnis eines Reiches, das Moskau durch permanente Expansion nach Osten in vier Jahrhunderten zusammengeschmiedet hatte.“ Diese Anschauung lässt sich schon früher, zum Beispiel bei Nikolai Sergejewitsch Trubetzkoy finden: „Mit seiner Zerstörung der geistigen Grundlagen und der nationalen Einzigartigkeit des russischen Lebens, der Verbreitung der materialistischen Weltanschauung, die ja Europa wie auch Amerika tatsächlich schon beherrscht, war der Kommunismus in Wirklichkeit eine verschleierte Version des Europäismus. (…) Unsere Aufgabe ist es, eine völlig neue Kultur zu schaffen, unsere eigene Kultur, die der europäischen Zivilisation nicht gleichen wird (…) wenn Russland kein Abklatsch europäischer Kultur mehr ist (…) wenn es endlich wieder zu sich selbst findet: Russland-Eurasien, das sich als Erbe Dschingis Khans versteht und sich seines großen Vermächtnisses bewusst ist.“ Zu der Resonanz in den ehemaligen Republiken der UdSSR stellt Brzeziński fest: „Besonders in der Ukraine stießen Moskaus Vorstellungen einer Integration auf massive Opposition. Ihre politische Führung erkannte rasch, dass eine solche Integration angesichts der russischen Vorbehalte gegen die Legitimität der ukrainischen Unabhängigkeit am Ende womöglich zum Verlust nationaler Souveränität führen könnte. Zudem hatte der ungeschickte Umgang Russlands mit dem neuen ukrainischen Staat – seine mangelnde Bereitschaft, dessen Grenzen anzuerkennen, sein Bestreiten des ukrainischen Rechts auf die Krim, sein Beharren auf der ausschließlich exterritorialen Kontrolle über den Hafen von Sewastopol – dem neuerwachten ukrainischen Nationalismus eine unverkennbar antirussische Schärfe verliehen.“ Die Ukraine wurde in ihrem Unabhängigkeits-Streben von den USA und Deutschland unterstützt. „Im Juli 1996 erklärte der amerikanische Verteidigungsminister: Die Bedeutung der unabhängigen Ukraine ist für die Sicherheit und Stabilität von ganz Europa nicht zu überschätzen, und im September ging der deutsche Kanzler – ungeachtet seiner starken Unterstützung für Boris Jelzin – sogar noch weiter mit der Versicherung, dass der feste Platz der Ukraine in Europa von niemandem mehr in Frage gestellt werden kann, und dass niemand mehr der Ukraine ihre Unabhängigkeit und territoriale Integrität streitig machen darf.“ Andere Staaten folgten dem Beispiel der Ukraine. Auch von der Mehrheit der Bevölkerung Russlands wurden imperiale Programme nicht unterstützt. Brzezińskis Fazit lautet:
Kurzum, eine Politik, die dem nahen Ausland Priorität einräumte, musste sich letzten Endes deshalb als unzulänglich erweisen, weil Russland politisch nicht stark genug war, um den neuen Staaten seinen Willen aufzuzwingen, und weil es auch wirtschaftlich nicht attraktiv genug war, um diese freiwillig zu engerer Zusammenarbeit zu bewegen. Russischer Druck bewirkte lediglich, dass sie sich noch stärker nach außen orientierten, zuerst und vor allem zum Westen hin, in einigen Fällen auch nach China und den wichtigsten islamischen Staaten im Süden.
Zu 3: Der Gedanke der Allianz gegen die Vormachtstellung der USA in Eurasien entstand aus dem Scheitern der ersten beiden Konzepte. Die Annäherung zwischen Russland und China 1996 war ein Schritt zu diesem Ziel. Brzeziński hält ein engeres Bündnis aber für unwahrscheinlich, da Chinas Interesse eher in den westlichen Märkten und Investitionen liegt. „Der Zusammenschluss würde am Ende vielleicht sogar alle ihre Teilnehmer, ob nun zwei oder drei, zu anhaltender Isolation und gemeinsamer Rückständigkeit verurteilen.“ Zudem wäre Russland in einer solchen Koalition nur Juniorpartner Chinas zum Nutzen Chinas, es würde zum Puffer zwischen Europa und China.

### Das Dilemma der einzigen Alternative
Russlands einzige geostrategische Option ist nach Brzezińskis Ansicht das transatlantische Europa einer erweiterten EU und NATO.
Als Partner ist Russland für die USA viel zu schwach, aber es ist immer noch zu stark, um einfach ihr Patient zu sein. Es könnte zu einem Problem werden, es sei denn, Amerika schafft eine Atmosphäre, in der die Russen schneller zu der Überzeugung gelangen, dass die beste Wahl für ihr Land eine immer organischere Beziehung zu einem transatlantischen Europa ist.
Infolgedessen müsse Russland seiner imperialen Vergangenheit abschwören und es dürfe hinsichtlich der sich erweiternden politischen und Sicherheitsbindung Europas an Amerika nicht dauernd seine Einstellung ändern.
Am wichtigsten ist in diesem Zusammenhang, dass Russland die Unabhängigkeit der Ukraine, deren Grenzen und eigenständige nationale Identität ohne Wenn und Aber anerkennt und respektiert.
Der Westen und vor allem Amerika müssten gleichzeitig eine Politik weiterverfolgen, die das „Dilemma der einzigen Alternative“ fortsetzt. Die politische und wirtschaftliche Stabilisierung der jungen postsowjetischen Staaten sei dabei ein wesentlicher Faktor, „um Russland zu einem historisch neuen Selbstverständnis zu nötigen.“

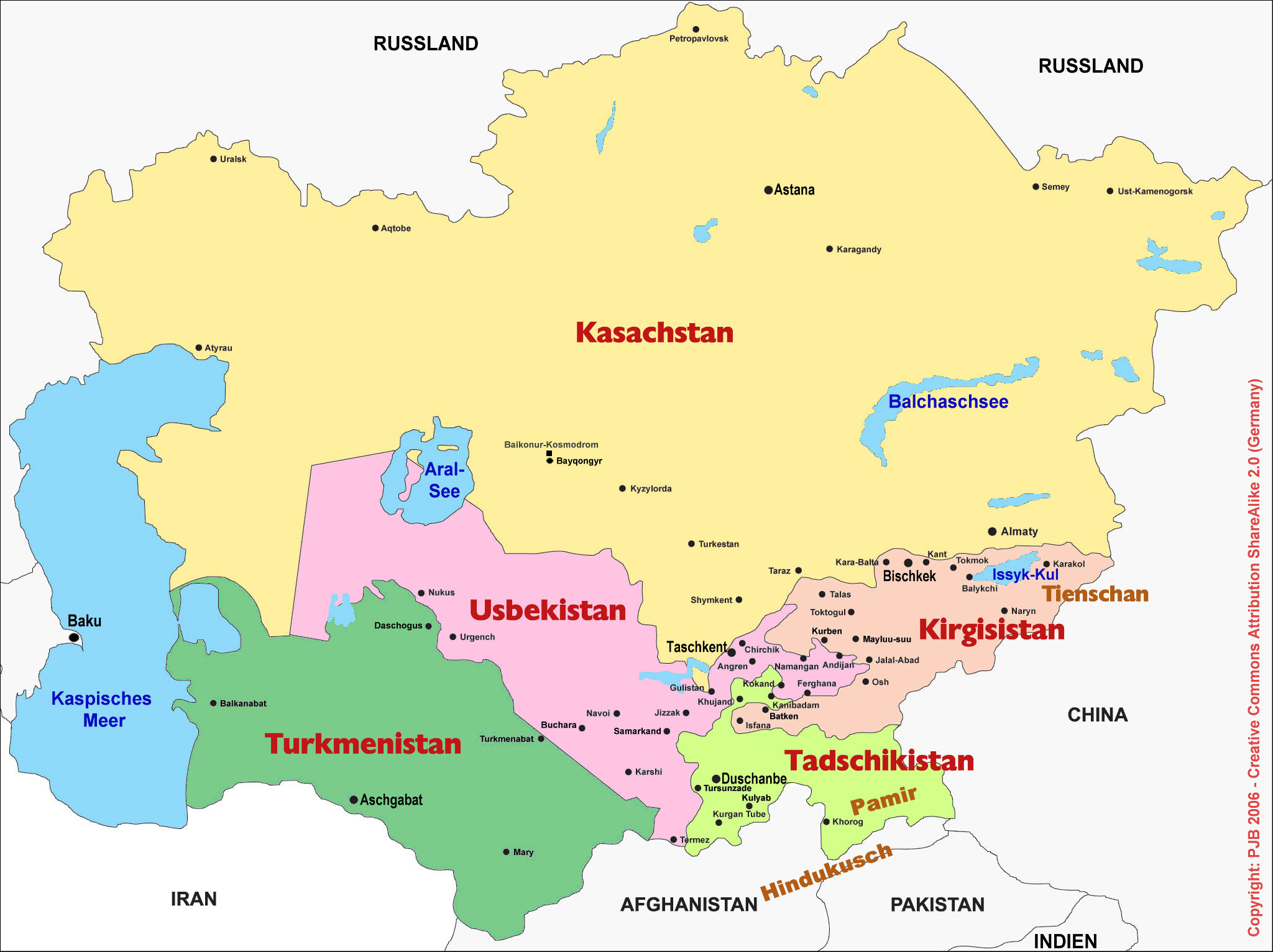
Zentralasien, politische Karte 2005

Besonders Aserbaidschan, Usbekistan und die Ukraine sind nach Brzezińskis Verständnis zu diesem Zweck wichtig: „Aserbaidschan kann dem Westen den Zugang zu dem an Ölquellen reichen Kaspischen Becken und Zentralasien eröffnen. Umgekehrt würde ein unterworfenes Aserbaidschan bedeuten, dass Zentralasien von der Außenwelt abgeriegelt wird und somit politisch dem russischen Druck nach einer Wiedereingliederung ausgesetzt sein könnte.“
Usbekistan ist Haupthindernis für Russlands Kontrolle über die Region und ist daher entscheidend für die anderen zentralasiatischen Staaten.
Am wichtigsten ist für Brzeziński jedoch die Ukraine.
Da die EU und die NATO sich nach Osten ausdehnen, wird die Ukraine schließlich vor der Wahl stehen, ob sie Teil einer dieser Organisationen werden möchte. Es ist davon auszugehen, dass sie, um ihre Eigenständigkeit zu stärken, beiden beitreten möchte, wenn deren Einzugsbereich einmal an ihr Territorium grenzt und sie die für eine Mitgliedschaft notwendigen inneren Reformen durchgeführt hat.
Das Jahrzehnt zwischen 2005 und 2015 sieht Brzeziński als Zeitrahmen für eine „sukzessive Eingliederung“ der Ukraine. Wenn Russland dies akzeptiere, entscheide es sich damit dazu, selbst ein Teil von Europa zu werden. Weigere sich Russland, so bedeute dies, dass es Europa „zugunsten einer eurasischen Identität und Existenz den Rücken kehrt.“ Die Art und Weise der Entwicklung zu Europa hin oder von Europa weg wird nach Brzezińskis Auffassung für Russland höchste Bedeutung haben, der Weg zu Europa erscheint ihm dabei als zwingend notwendig.
Dieser Prozess wird sich beschleunigen, wenn ein geopolitischer Kontext geschaffen ist, der Russland in diese Richtung treibt und zugleich andere Versuchungen ausschließt. Je rascher sich Russland auf Europa zubewegt, desto schneller wird sich das Schwarze Loch im Herzen Eurasiens mit einer Gesellschaft füllen, die immer modernere und demokratischere Züge annimmt. Tatsächlich besteht das Dilemma für Russland nicht mehr darin, eine geopolitische Wahl zu treffen, denn im Grunde geht es ums Überleben.

## Der eurasische Balkan (S. 181–218)
Eurasiens „Balkan“ umfasst Kasachstan, Kirgisistan, Tadschikistan, Usbekistan, Turkmenistan, Aserbaidschan, Armenien, Georgien und Afghanistan, außerdem auch die „lebensfähigeren“ geostrategischen Akteure Türkei und Iran.

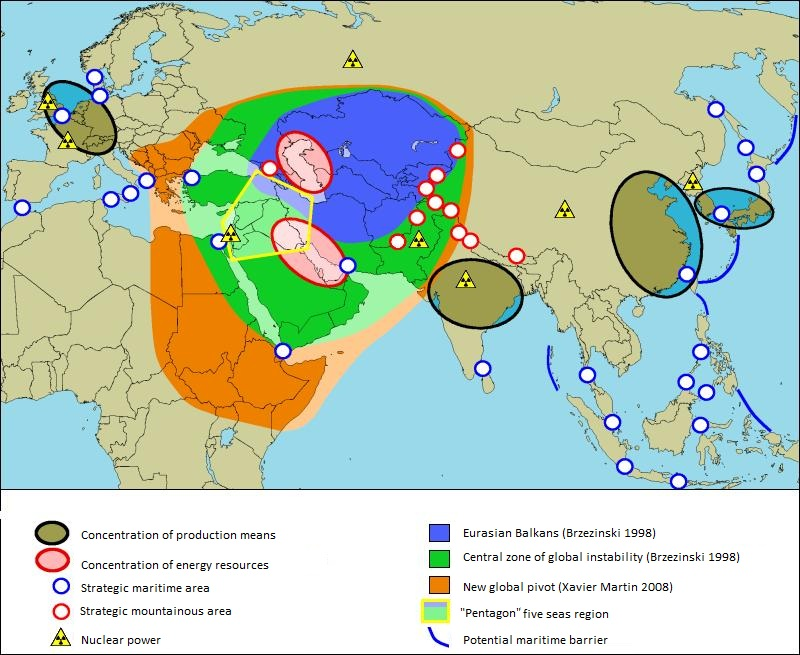

Viele Länder in diesem „Machtvakuum“ sind nach Darstellung Brzezińskis intern instabil, weil territorial, ethnisch und religiös zerstritten. Diese Lage fordere die Nachbarn heraus, jeder widersetze sich aber Bestrebungen der anderen, die Vorherrschaft in der Region zu erlangen.
Es ist dieses wohlvertraute Phänomen des Machtvakuums mit der ihm eigenen Sogwirkung, das die Bezeichnung eurasischer Balkan rechtfertigt.
Geopolitisch wichtig ist diese Region nach Brzezińskis Analyse wegen der Transportwege, besonders der Pipelines, aber auch wegen der widerstreitenden Ziele der Nachbarstaaten, vor allem aber weil die Region sich wegen der Bodenschätze „zu einem ökonomischen Filetstück entwickeln könnte“.

### Der ethnische Hexenkessel
Die drei Kaukasusrepubliken werden eher von außen, die fünf neuen zentralasiatischen Staaten eher von Uneinigkeit im Inneren bedroht. Ursache sind die strategischen Grenzziehungen der Sowjetrepubliken, die auf ethnische und religiöse Zusammenhänge keine Rücksicht nahmen.
- Aserbaidschans Verwundbarkeit zeitigt nach Brzeziński Auswirkungen auf die gesamte Region, weil seine Lage es zu einem geopolitischen Dreh- und Angelpunkt mache. „Es ist gewissermaßen der lebenswichtige Korken, der den Zugang zur Flasche mit den Bodenschätzen des Kaspischen Beckens und Zentralasiens kontrolliert. Ein unabhängiges, Türkisch sprechendes Aserbaidschan mit Pipelines, die es mit der ethnisch verwandten und politisch als Stütze agierenden Türkei verbinden, verwehrte Russland eine Monopolstellung im Zugang zur Region und beraubte es damit seines entscheidenden politischen Druckmittels auf die Politik der neuen zentralasiatischen Staaten.“ Aserbaidschan ist daher von Russland im Norden, aber auch vom Iran im Süden Druck ausgesetzt.
- Georgien ist ethnisch inhomogen, daher die Abspaltungswünsche, die von Russland unterstützt wurden, um Georgien in der GUS und zur Duldung von Militärbasen zu zwingen.
- „Kasachstan ist der Schild und Usbekistan die Seele des nationalen Erwachens der verschiedenen Völker in der Region. Durch seine Größe und geographische Lage schützt Kasachstan die anderen vor direktem russischen Druck, da nur Kasachstan an Russland grenzt.“ Durch die mehrheitlich russische Bevölkerung im Norden droht dem Land eine Spaltung, durch die kasachische Minderheit in Usbekistan ein Konflikt zwischen den beiden Ländern.
- Usbekistan ist ethnisch homogener, nationalbewusster und stärker in der Geschichte verwurzelt, was bei den Regierenden von Turkmenistan, Kirgisistan, Tadschikistan und sogar Kasachstan Befürchtungen weckt, „dass sich Usbekistans Führungsrolle in der Region zu regionaler Vorherrschaft auswachsen könnte.“
- Turkmenistan mit seinen Erdgasvorkommen ist ethnisch relativ homogen, geografisch geschützt, auf Usbekistan und Iran ausgerichtet.
- Kirgisien ist gemischter und zwischen China und Kasachstan eingezwängt, von dem seine Souveränität in Zukunft abhängt.
- Tadschikistan ist eine Stammesgesellschaft, wobei ein großer Teil der Tadschiken außerhalb des Landes, vor allem im Norden Afghanistans lebt.
- „Das gegenwärtige Durcheinander in Afghanistan ist ebenfalls ein sowjetisches Vermächtnis, obwohl das Land nie zur Sowjetunion gehörte.“ Es ist durch Besatzung, Guerillakrieg und ethnische Gräben gespalten. „Der Dschihad gegen die russischen Besatzer machte die Religion zum dominierenden Faktor im politischen Leben des Landes und hat die ohnehin scharfen politischen Differenzen mit dogmatischem Eifer versetzt.“
- Die Türkei und der Iran sind in ihrer geopolitischen Orientierung unberechenbar. „Eine Destabilisierung dieser beiden Staaten würde sehr wahrscheinlich die ganze Region ins Chaos stürzen.“ „Käme es zur Destabilisierung der Türkei oder des Iran oder auch beider, wären die internen Probleme der Region nicht mehr zu steuern, und selbst eine regionale Vorherrschaft der Russen könnte dann womöglich nicht mehr verhindert werden.“ Die Türkei wird, so Brzeziński, von Modernisten, Islamisten und Nationalisten in drei unvereinbare geostrategische Richtungen gedrängt. Außerdem bestehe das Problem mit dem Wunsch der Kurden nach Eigenstaatlichkeit. Das fundamentalistische Regime im Iran dagegen stehe zwischen dem Wunsch nach islamischer Beeinflussung der zentralasiatischen Republiken und der Zusammenarbeit mit Russland gegen die Dominanz der USA und gegen eine Bedrohung der nationalen Integrität durch ein unabhängiges Aserbaidschan.

### Wettstreit mit vielen Beteiligten
Drei Staaten kämpfen in Brzezińskis Konzeption um die Vormachtstellung: Russland, die Türkei und der Iran. China könnte zum Protagonisten werden, mittelbar beteiligt sind die Ukraine, Pakistan, Indien und die USA.
Russland sieht die Türkei als Bedrohung seiner Sicherheit an, die Türkei versteht sich umgekehrt als „Befreier der von ihr geführten Turkvölker aus russischer Knechtschaft“. Die Türkei und der Iran sind Rivalen, zumal sie unterschiedliche politische Konzepte vertreten. Russland strebt nicht nur nach Einfluss, sondern betrachtet den „gesamten Raum der früheren Sowjetunion als eine Zone besonderen geostrategischen Interesses (…), aus der politischer – und sogar wirtschaftlicher – Einfluss von außerhalb ferngehalten werden sollte.“
Der Iran konzentriert sich eher auf Aserbaidschan und Afghanistan, will aber den Islam in Zentralasien wiederbeleben.
Für die Volksrepublik China dienen die neuen Staaten als ein Puffer. Es interessiert sich für den Zugang zu den Bodenschätzen und wünscht die turkmenische Minderheit in Ruhe zu halten.
„Tendenziell kollidiert Chinas allgemeines geopolitisches Interesse mit Russlands Streben nach einer beherrschenden Rolle und ist somit zu den türkischen und iranischen Zielsetzungen komplementär.“
Die Ukraine möchte ihre Abhängigkeit von Russland vermindern und bindet sich daher enger an Aserbaidschan, Turkmenistan und Usbekistan. Die Unterstützung der Anrainerstaaten und der Türkei soll den Einfluss Russlands vermindern.
Pakistan konkurriert mit dem Iran um Einfluss in Afghanistan und Tadschikistan.
Indien möchte Chinas Einfluss vermindern und unterstützt daher iranische Absichten auf Afghanistan und eine stärkere Präsenz von Russland.
„Die USA sind zwar weit weg, haben aber starkes Interesse an der Erhaltung eines geopolitischen Pluralismus im postsowjetischen Eurasien. Als ein zunehmend wichtiger, wenn auch nicht direkt eingreifender Mitspieler, der nicht allein an der Förderung der Bodenschätze in der Region interessiert ist, sondern auch verhindern will, dass Russland diesen geopolitischen Raum allein beherrscht, halten sie sich drohend im Hintergrund bereit. Neben seinen weiterreichenden geostrategischen Zielen in Eurasien vertritt Amerika auch ein eigenes wachsendes ökonomisches Interesse, wie auch das Europas und des Fernen Ostens, an einem unbehinderten Zugang zu dieser dem Westen bisher verschlossenen Region.“
Der Zugang zur Region wurde früher über Russland geleitet. „Falls die wichtigsten Ölleitungen in die Region weiterhin durch russisches Territorium zum russischen Absatzmarkt am Schwarzen Meer in Noworossijsk verlaufen, werden sich die politischen Konsequenzen, auch ohne dass die Russen die Muskeln spielen lassen, bemerkbar machen. Die Region wird eine politische Dependance bleiben und Moskau darüber entscheiden können, wie der neue Reichtum der Region verteilt werden soll.“
Nach dem Zusammenbruch der Sowjetunion habe die politische Führung in Moskau die Erkenntnis gewurmt, „dass sich nun ausländische Interessen, die über die nötigen Mittel verfügten, um zu investieren, Bodenschätze zu fördern und auszubeuten, auf das bis vor kurzem allein Russland zugängliche wirtschaftliche Potential dieser Gebiete richteten.“
Russland habe sich der GUS bedient, um die neuen Staaten in seinem geopolitischen Konzept zu halten, Russlands Gebiet umgehende Ölleitungen zu verhindern und militärisch präsent zu sein.
Moskaus Politik stellt anscheinend noch immer darauf ab, dass sein postimperiales Beziehungsgeflecht mit Zentralasien die neuen, noch schwachen Staaten allmählich um ihre Souveränität bringen und der Kommandozentrale der integrierten GUS unterordnen wird.
Bei der Verfolgung dieses Ziels, so Brzeziński, beriefen sich Sprecher der russischen Regierung … häufig auf das Beispiel der Europäischen Union. Tatsächlich jedoch erinnere Russlands Politik gegenüber den zentralasiatischen Staaten und den Kaukasusrepubliken viel stärker an die frankophone afrikanische Gemeinschaft.
Bedeutsam sei die „taktische Zusammenarbeit mit dem Iran in strittigen Angelegenheiten wie der Verteilung der Konzessionen für Tiefseebohrungen im Kaspischen Meer“. Ziel sei dabei, Baku zu zwingen, sich Moskaus Wünschen anzupassen. „Ein unterwürfiges Aserbaidschan würde es Moskau außerdem erleichtern, seine beherrschende Position in Georgien und Armenien zu festigen.“
Fast alle im eurasischen Balkan angesiedelten Staaten haben eher Interesse an einer Westanbindung, um Kapital anzulocken und sich wirtschaftlich zu entwickeln und sehen das Bemühen Russlands, sie in die GUS einzubinden, kritisch.
Für die Vereinigten Staaten, die in Asien eine Politik der Schwächung Russlands verfolgen, ist diese Position ungemein attraktiv.

### USA im Wartestand
Amerika müsse verhindern, so Brzeziński 1997, dass eine Macht die Kontrolle über diese Region erlangt, zu der die Weltgemeinschaft Zugang haben muss. Das Bemühen Russlands, allein über den Zugang zu bestimmen, ist der regionalen Stabilität abträglich. Russland muss aber als Partner eingebunden werden, da seine wirtschaftliche Teilnahme die Region stabilisiert, zu Russlands Wohlergehen beiträgt und der GUS Sinn gibt. Seine anachronistischen Pläne muss Russland zugunsten einer Kooperation aufgeben.
Die USA müssen hauptsächlich Aserbaidschan, Usbekistan und die Ukraine unterstützen.
Die Rolle Kiews bestätigt fraglos die These, dass die Ukraine der kritische Punkt ist, wenn es um Russlands eigene künftige Entwicklung geht.
Kasachstan brauche „vorsichtige internationale Rückendeckung und anhaltende Wirtschaftshilfe.“ Die USA haben mit der Türkei, dem Iran und China ein gemeinsames Interesse. Von einer westlich orientierten Türkei beeinflusst, würden die Kaukasusrepubliken zu Europa streben, statt sich an Russland zu binden. „Eine allmähliche Verbesserung in den amerikanisch-iranischen Beziehungen würde den globalen Zugang zur Region erheblich erweitern und insbesondere die unmittelbare Bedrohung abwenden, der Aserbaidschans Überleben ausgesetzt ist.“ Chinas Rückendeckung für Pakistans Einfluss auf Afghanistan erleichtert den internationalen Zugang zu Turkmenistan.
Von entscheidender Bedeutung ist ferner inwieweit die Vereinigten Staaten ihre Beziehungen zu Russland davon abhängig machen, ob Moskau die Unabhängigkeit der neuen Staaten respektiert.
Bei der gegenwärtigen Wahl zwischen einem empfindlichen regionalen Gleichgewicht und Konflikten muss es daher „vorrangiges Ziel jeder umfassenden amerikanischen Geostrategie für Eurasien … sein, dieses regionale Gleichgewicht herzustellen und zu festigen“.

## Der fernöstliche Anker (S. 219–277)

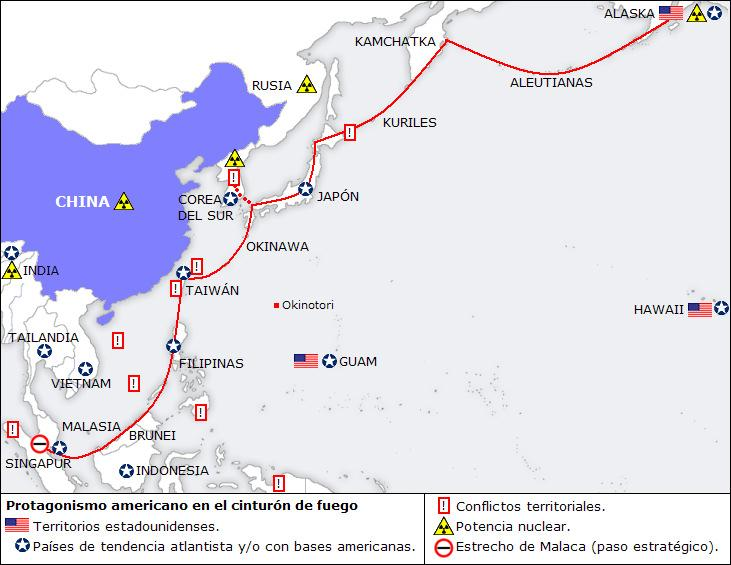
Darstellung der geopolitischen Situation in Ost-Asien

Die geopolitische Bühne Ostasiens ist für Brzeziński „metastabil“. Das beispiellose Wirtschaftswunder täusche über die wachsenden politischen Unsicherheiten hinweg, verstärke hegemoniale Ambitionen und vergrößere soziale Spannungen. Strukturen multilateraler Zusammenarbeit fehlen seiner Einschätzung nach weitgehend (1997).
Konfliktpotential sieht er im Sonderstatus Taiwans, dem Anspruch gegen Nachbarländer auf die Spratly-Inseln und gegen Japan auf die Senkaku-Inseln, in der Instabilität Nordkoreas im Anspruch gegenüber Russland auf die Kurilen und in Grenzproblemen mit den Nachbarländern. Hinzu komme die unausgewogene Machtverteilung in der Region. China sei die beherrschende Wirtschafts- und Militärmacht, Thailand, Indonesien, die Philippinen und Malaysia passten sich daran an. Für Australien, Singapur und Indonesien konstatiert er eine engere Zusammenarbeit und die Sorge, inwiefern die USA noch den Frieden sichern könnten. Amerikas Rolle als Sicherheitsgarant gerät, so Brzeziński, in immer stärkere Abhängigkeit von der Zusammenarbeit mit Japan, das aber noch auf der Suche nach einer klarer umrissenen und autonomen Rolle in der Weltpolitik sei. Mit Russlands Verlust an Einfluss sei Zentralasien „Gegenstand internationalen Wettstreits“ geworden.

### China – Regionalmacht, aber keine Weltmacht
Chinas wirtschaftliche Dynamik kollidiert für Brzeziński 1997 mit der als rigide bürokratisch eingeschätzten kommunistischen Diktatur. Eine kontrollierte Demokratisierung verlange von der politischen Führung Chinas Geschick und Pragmatismus. Der starke Einfluss des Nationalismus und der modernen Kommunikationssysteme, die beide für einen geeinten chinesischen Staat arbeiteten, verminderten die Wahrscheinlichkeit, dass es zum Extremfall einer inneren Zerrüttung Chinas kommt.
Wirtschaftliche Erwägungen bestimmten die Interessen Chinas im Südchinesischen Meer (Erdöllager) und in Zentralasien (Rohstoffe) und lassen eine regionale Einflusssphäre entstehen. China setze sich für eine nordostasiatische Wirtschaftskooperation einschließlich Japans und Koreas ein. Dazu komme der Einfluss der Auslandschinesen:
Je mehr China an Macht und Ansehen gewinnt, desto stärker werden sich wahrscheinlich die reichen Auslandschinesen Pekings Bestrebungen zu eigen machen und damit zu einer mächtigen Vorhut auf dem Weg Chinas zur Großmacht werden.
Ein zur Großmacht entwickeltes China treffe im Westen auf die Zusammenarbeit Russlands mit Indien in Zentralasien und Pakistan, um seinen Einfluss abzuwehren.
Im Süden ginge der heftigste Widerstand von Vietnam und von Indonesien aus (das wahrscheinlich von Australien Rückendeckung erhielte). Im Osten würde Amerika, vermutlich unterstützt von Japan, jedem Versuch Chinas entgegentreten, die Vormachtstellung in Korea zu gewinnen und sich Taiwan gewaltsam einzuverleiben, zumal ein solcher Akt die politische Präsenz der USA im Fernen Osten auf einen potentiell unsicheren und abgelegenen Stützpunkt in Japan reduzieren würde.
Amerika sei daher in den Augen Chinas die gegenwärtig bestimmende Weltmacht, deren bloße Gegenwart in der Region, gestützt auf seine dominierende Position in Japan, Chinas Einfluss eindämme. Brzeziński zitiert dabei einen Analytiker in der Forschungsabteilung des chinesischen Außenministeriums, der das strategische Ziel der USA darin sieht, ihre Hegemonie auf die ganze Welt auszudehnen. Die USA könnten nicht hinnehmen, dass in Europa oder Asien eine Großmacht entstehe, die einmal ihre Führungsposition bedroht. Brzeziński schlussfolgert daraus, die USA ungewollt, einfach durch nationale Identität und geographische Lage eher Chinas Gegner als sein natürlicher Verbündeter würde.

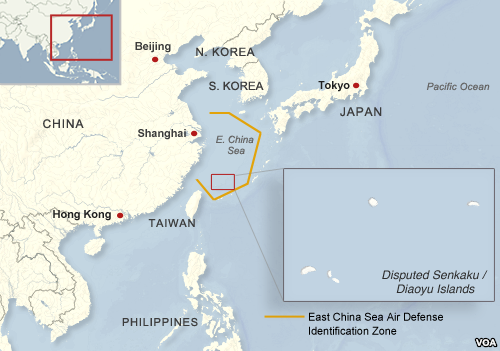
Umstrittene Gebiete im ostchinesischen Meer

Aufgabe chinesischer Politik sei es daher im Rückgriff auf Sun Tsu, die Macht der USA zu benutzen, um die amerikanische Hegemonie auf friedlichem Wege zu überwinden, ohne dadurch irgendwelche latenten regionalen Gelüste Japans zu entfesseln. Deng Xiaoping habe daher im August 1994 klargemacht, man müsse erstens dem Hegemoniestreben und der Machtpolitik entgegenwirken und den Weltfrieden sichern. Zweitens müsse man eine neue internationale politische und ökonomische Ordnung aufbauen. Das erste Ziel Xiaopings sieht Brzeziński gegen die amerikanische Vormachtstellung gerichtet, wobei ein militärischer Konflikt vermieden wird, um Chinas ökonomischen Aufschwung nicht zu beenden. In der zweiten Forderung sieht Brzeziński das Ziel, die globale Machtverteilung zu revidieren. Dabei nutze China den Unmut von Schlüsselstaaten gegen die derzeit bestehende internationale „Hackordnung“, in der die USA mit Europa („oder Deutschland“) und Japan den obersten Platz in Eurasien besetzen.
China müsse bei dieser Zielsetzung daher zunächst Konflikte mit seinen unmittelbaren Nachbarn vermeiden. China suche daher auch nach einer „taktische(n) Verbesserung“ der chinesisch-russischen Beziehungen.
Es ist allerdings unwahrscheinlich, dass China ein langfristiges und umfassendes Bündnis mit Russland gegen Amerika ernsthaft in Erwägung zöge. Ein solches Bündnis hätte zur Folge, dass die amerikanisch-japanische Partnerschaft, die China langsam aufweichen möchte, an Festigkeit und Umfang gewänne, und würde China außerdem von relevanten Kapitalquellen und moderner Technologie isolieren.
Aus denselben Gründen vermeide China jede direkte Konfrontation mit Indien, arbeite aber weiter mit Pakistan und Birma zusammen. Konflikte mit Indien würde Chinas taktische Einigung mit Russland komplizieren und Indien in ein kooperativeres Verhältnis zu Amerika treiben.
Zentrales Ziel Chinas ist daher, Amerikas Macht in der Region so weit zu schwächen, dass ein geschwächtes Amerika ein regional beherrschendes China als Verbündeten und schließlich sogar eine Weltmacht China als Partner brauchen würde.
Im Verhältnis zu Japan solle dieses Ziel in der Strategie Chinas nicht zu einer Erweiterung der amerikanisch-japanischen Allianz und einer Verstärkung der Rolle Japans führen. In diesem Kalkül sieht China keine dauerhafte Hegemonie der USA. Die USA seien in Gefahr sich zu isolieren, wenn sie zu sehr auf Japan setzen. Amerika werde begreifen, dass China sein bester Partner sei, wenn es nicht seine Abhängigkeit von Japan vergrößern wolle.
Diese Entwicklung wird China in die Lage versetzen, Amerika und Japan gegeneinander auszuspielen, wie es das früher im Fall der USA und der Sowjetunion tat. 

### Japan – nicht regional, aber international
Die Entwicklung des amerikanisch-japanischen Verhältnisses ist somit für Brzeziński von entscheidender Bedeutung für Chinas geopolitische Zukunft. Wichtig ist dabei für Brzeziński die Frage, wie Japans Rolle aussehen soll, wenn man Chinas Aufstieg in irgendeiner Form Rechnung tragen will, selbst mit Einbußen für Amerikas regionale Vormachtstellung. Wie China sei Japan ein Nationalstaat mit einem „unerschütterlichen Glauben an seine Einzigartigkeit und Sonderstellung“. Die vernichtende Niederlage im Zweiten Weltkrieg habe zwar für die Vergangenheit bewirkt, dass sich das japanische Volk ausschließlich auf den wirtschaftlichen Wiederaufbau konzentrierte, ohne ein darüber hinausgehendes Selbstverständnis zu entwickeln, aber in seiner jetzigen Position (1997) „einerseits ein weltweit respektierter Wirtschaftsriese, andererseits eine geopolitische Verlängerung amerikanischer Macht – dürfte für künftige Generationen von Japanern, die nicht mehr von der Erfahrung des Zweiten Weltkriegs traumatisiert und mit Scham erfüllt sind, auf Dauer nicht akzeptabel sein.“

Die wichtigsten Stützpunkte der USA in Japan

Japan sei in der Region als demokratischer Inselstaat im asiatisch-pazifischen Raum politisch isoliert. Viele Asiaten sähen, so die Auffassung Brzezińskis, in Japan „kein wahrhaft asiatisches Land, wie auch der Westen zuweilen staunt, in welchem Ausmaß Japan westliche Züge angenommen hat.“ Hinzu komme, dass Japan auch in Zukunft auf den militärischen Schutz und die internationale Schirmherrschaft der USA angewiesen sei.
Nach der Doktrin Shigeru Yoshidas habe sich Japan in der Vergangenheit auf seine Wirtschaftsentwicklung konzentriert, sich aus internationalen Konflikten unideologisch, diplomatisch und „semineutral“ herausgehalten und sei der Führung der USA gefolgt. Auch ab Mitte der 90er Jahre habe es keine Neuorientierung gegeben. Die pazifistische Option und die Aufrüstungsoption seien nicht als echte politische Alternative wahrgenommen worden, beide hätten in der Sicht der Mehrheit Japans Wohlstand gefährdet. Die vier Hauptgruppen der japanischen Außenpolitik sind in der Sicht Brzezińskis erstens die Vertreter des Prinzips Amerika zuerst! mit ihrer Betonung engerer japanisch-chinesischer Beziehungen, zweitens die globalen Merkantilisten, drittens die weltoffenen engagementfreundlichen Pragmatiker (ab Mitte der 90er Jahre) und viertens die weltpolitischen Visionäre mit ihrer idealistischen Rhetorik. Das gemeinsame Ziel aller Gruppen sei, das Verhältnis zu den USA zu nutzen
... um Japan internationale Anerkennung zu erringen, zugleich Feindseligkeiten in Asien zu vermeiden und den Sicherheitsschirm der USA nicht vorzeitig aufs Spiel zu setzen. ... Alle vier Richtungen stimmen in einer regionalen Schlüsselfrage überein: dass eine stärker multilaterale asiatisch-pazifische Zusammenarbeit in Japans Interesse ist. .... durch sie kann China eingebunden (und auch auf raffinierte Weise in Schranken gehalten) werden; sie kann die USA dazu bewegen, auch dann in Asien präsent zu bleiben, wenn ihre Vormachtstellung schwindet, und sie kann zum Abbau anti-japanischer Ressentiments beitragen und damit Japans Einfluss stärken.“
Einig ist man auch in der Frage der Konfliktvermeidung mit China, weshalb die Idee einer Abwehrstrategie gegen China unter Führung der USA im japanischen Außenministerium keinen großen Anklang finde, ebenso wenig die Idee einer informellen Koalition mit Taiwan, den Philippinen, Brunei und Indonesien als Gegengewicht zu China, da beides eine erhebliche Militärpräsenz der Amerikaner sowohl in Japan als auch in Korea nach sich ziehen würde. Außerdem würde so der Zusammenstoß mit China unausweichlich. Dies würde Japans Emanzipation erschweren und den wirtschaftlichen Wohlstand des Fernen Ostens bedrohen.
Zögen sich die USA aus Fernost zurück und gerieten Taiwan wie auch Korea unter chinesische Herrschaft, wäre Japan auf Gedeih und Verderb der Gnade Chinas ausgeliefert. ... Da Russland geopolitisch an den Rand gedrängt wurde und von jeher in Japan keine große Achtung genießt, gibt es mithin keine Alternative zu dem Grundkonsens, dass die Bindung an Amerika Japans zentrale Lebensader bleibt. Ohne sie kann Japan weder seine Ölversorgung sicherstellen noch sich gegen eine einzige chinesische (und vielleicht bald schon auch eine koreanische) Atombombe schützen. Im Grunde kann es der japanischen Politik nur darum gehen, sich des Verhältnisses zu den USA zum optimalen Nutzen des Landes zu bedienen.

### Amerikas Anpassung an die geopolitische Lage
China
Brzeziński konstatiert, dass Chinas Aufstieg zur bestimmenden Größe in der Region ein solides dreiseitiges Machtgleichgewicht in Ostasien nicht ausschließe. Das Bemühen müsse sein, sowohl mit Japan als auch mit China zurechtzukommen und ein tragfähiges Dreiecksverhältnis aufrechtzuerhalten, das auch Amerika mit einbezieht. Dies werde jedoch diplomatisches Geschick und die politische Phantasie der Amerikaner auf eine harte Probe stellen.
Geostrategische Schlussfolgerungen sind, keine Koalition auf die Beine zu stellen, um Chinas Aufstieg zur Weltmacht zu verhindern. Daher sollte Amerika aufhören, Japan zu größerer Verantwortung im asiatisch-pazifischen Raum zu drängen, wodurch es weiter isoliert und in seinem Verhältnis zu China belastet würde. China sollte als wichtiger Akteur auf der internationalen Bühne behandelt werden.
„Auf jeden Fall könnte ein Großchina in einigen Gebieten Eurasiens einen geopolitischen Einfluss ausüben, der mit Amerikas hochfliegendem geostrategischen Interesse an einem stabilen, aber politisch pluralistischen Eurasien vereinbar ist. So schränkt beispielsweise das wachsende Interesse Chinas an Zentralasien Russland in seiner Handlungsfreiheit zwangsläufig bei dem Versuch ein, die Region in irgendeiner Form von politischer Reintegration wieder unter seine Kontrolle zu bringen.“
Die USA sollten sich außerdem den regionalen Plänen Chinas nicht widersetzen. Wegen Taiwan müsste es allerdings eingreifen, „nicht einem eigenständigen Taiwan zuliebe (…), sondern wegen seiner eigenen geopolitischen Interessen im asiatisch-pazifischen Raum.“ Die Vereinigten Staaten hätten per se kein besonderes Interesse an einem eigenständigen Taiwan. Das Taiwan-Problem verschaffe Amerika einen legitimen Grund, in Verhandlungen mit China die Frage nach den Menschenrechten zu stellen, ohne sich den Vorwurf gefallen lassen zu müssen, es mische sich in Chinas innenpolitische Angelegenheiten ein.
Korea und Japan
Korea sieht Brzeziński als geopolitischen Dreh- und Angelpunkt Nordostasiens. Es könnte seiner Auffassung nach erneut zum Zankapfel zwischen Amerika und China werden, die weitere Entwicklung hätte auch Auswirkungen auf das amerikanisch-japanische Verhältnis. Die Militärpräsenz sei weiter notwendig, ohne sie käme möglicherweise auch die Militärpräsenz in Japan zum Ende.
Es ist schwer vorstellbar, dass sich die Japaner noch viel von einem weiteren US-Truppenkontingent auf japanischem Boden versprechen, wenn die Amerikaner Südkorea aufgegeben haben. Eine rasche Aufrüstung Japans wäre die wahrscheinlichste Folge, mit destabilisierendem Effekt für die gesamte Region.
Die Aussöhnung der beiden Länder ähnlich der deutsch-französischen sei von großer Bedeutung für die geopolitische Situation und könne von den USA entscheidend gefördert werden. Dies würde auch die Präsenz der USA im Fernen Osten erleichtern.
„Ein desorientiertes Japan, das zwischen Wiederaufrüstung oder einem Sonderabkommen mit China schwankt, bedeutete das Ende der amerikanischen Rolle im asiatisch-pazifischen Raum und verhinderte das Entstehen einer regional stabilen Dreiecks-Vereinbarung zwischen Amerika, Japan und China; damit wäre auch der Plan der USA, in Eurasien ein politisches Gleichgewicht herzustellen, hinfällig.“
Nur in einer engen Allianz mit Japan würden die USA Chinas regionale Bestrebungen ausgleichen und deren willkürlichere Auswüchse zügeln können. Eine „dreiseitige Vereinbarung“ könnte Amerikas Weltmacht, Chinas Übergewicht in der Region und Japans internationale Führungsrolle berücksichtigen.
China als fernöstlicher Anker
Japan wäre dabei der „unerlässliche und vorrangige Partner beim Aufbau einer globalen Zusammenarbeit“. „In der traditionellen Sphäre der Machtpolitik sollte ein regional herausragendes China Amerikas fernöstlicher Anker werden und dadurch ein eurasisches Machtgleichgewicht befördern helfen, wobei Großchinas Rolle im Osten Eurasiens der eines größer werdenden Europa in Eurasiens Westen entspricht.“

## Rezensionen und Rezeption

### USA als unentbehrliche Nation
Hans-Dietrich Genscher beurteilte Brzezińskis Analyse 1997 im Vorwort als eine „amerikanische Antwort, die zum Nachdenken anregt, die Zustimmung, aber auch Widerspruch hervorrufen wird.“ Die offen ausgesprochene Überzeugung Brzezińskis, die weltweite Präsenz der USA sei nicht nur im amerikanischen, sondern auch im globalen Interesse, sei richtig und durch die europäischen Erfahrungen des 20. Jahrhunderts bestätigt. Die USA seien weiterhin die „unentbehrliche“ Nation. Die Europäer sollten sich selbst immer wieder fragen, ob es wirklich „zu viel Amerika“ oder nicht vielmehr „zu wenig Europa“ gibt. Genscher sieht in Brzezińskis Strategie den Versuch, durch Dialog und Annäherung (an China und Russland) neue Strukturen der Weltpolitik zu schaffen, was ohne die Mitwirkung der USA in Zusammenarbeit mit einem gestärkten Europa nicht möglich ist. Genscher weist aber auch darauf hin, dass das Streben nach einer Vormachtstellung immer auch Gegenkräfte hervorruft.

### Unterschätzung der ökonomischen Dynamiken
Der deutsche Altbundeskanzler Helmut Schmidt schrieb in seiner Rezension am 31. Oktober 1997 in der Zeit, schon der Titel mache „ein höchst provokantes amerikanisches Selbstbewusstsein“ überdeutlich. Der globale Horizont Brzezińskis wird gelobt, aber er unterschätze „Schwarzafrika, Lateinamerika und die hoch bedeutsamen Religionen des Islam und des Hinduismus sowie den Konfuzianismus in ihren globalen Gewichten“. Chinas künftige Rolle werde stark unterschätzt. Brzezińskis Buch vernachlässige trotz vieler richtiger Teilanalysen die ökonomischen Dynamiken wichtiger Staaten ebenso wie das zukünftige Bevölkerungswachstum und die damit unausweichlich werdenden Konflikte. Ebenso würden die zukünftigen Wirkungen der elektronischen Globalisierung nicht ausreichend gewürdigt. Schmidt warnt davor, Brzezińskis Zielsetzung oder die Überzeugung zu übernehmen, „was gut ist für die USA, sei eo ipso gut für Frieden und Wohlergehen der Welt.“ Für die „kontinentaleuropäischen Bürger (sollte) der von Brzezinski erhobene Dominanzanspruch Amerikas ein zusätzlicher Ansporn sein zum weiteren Ausbau der Europäischen Union in Richtung auf ein sich selbst bestimmendes Europa.“

### Weltweite Zusammenarbeit
Volker Rühe bezeichnete das Buch am 26. November 1997 in seiner Rezension für die Frankfurter Allgemeine Zeitung als „kühnen und wohl auch provokativen, zugleich ausgezeichneten und wertvollen Beitrag“ zu einem neuen „Denken in den Kategorien von Dialog und Austausch, regionaler und globaler Kooperation, Vernetzung von Wirtschaft und Politik“. Seiner Meinung nach sollte das Werk in „Wissenschaft, Medien und nicht zuletzt Regierungen“ studiert werden. Rühe analysiert die Aussageabsicht des Autors, die Vorherrschaft in Eurasien zu bewahren, sei für ihn kein Selbstzweck, sondern wesentliche Voraussetzung für die globale Stabilität. Amerika müsse sich nach Brzezińskis Meinung dem Ziel verschreiben, ein dauerhaftes Rahmenwerk globaler geopolitischer Zusammenarbeit zu schaffen. Brzeziński wolle die Machtposition der Vereinigten Staaten bewahren, um sie auf lange Sicht in einer institutionalisierten, weltweiten Zusammenarbeit aufgehen zu lassen.

Auch Oliver Thränert von der Friedrich-Ebert-Stiftung findet in seiner Rezension, dass das Buch „schon der Lektüre wert ist“. Es sei kenntnisreich, oft geschichtlich untermauert, nie langweilig und folge immer dem Leitfaden des amerikanischen nationalen Interesses, was für den deutschen Leser aber etwas ungewohnt sei. Die von Brzeziński entwickelte Strategie ist seiner Meinung nach „stimmig und wahrhaft vorausschauend“, aber auch in „vielerlei Hinsicht holzschnittartig“, was seinen Wert für die Wissenschaft mindere.

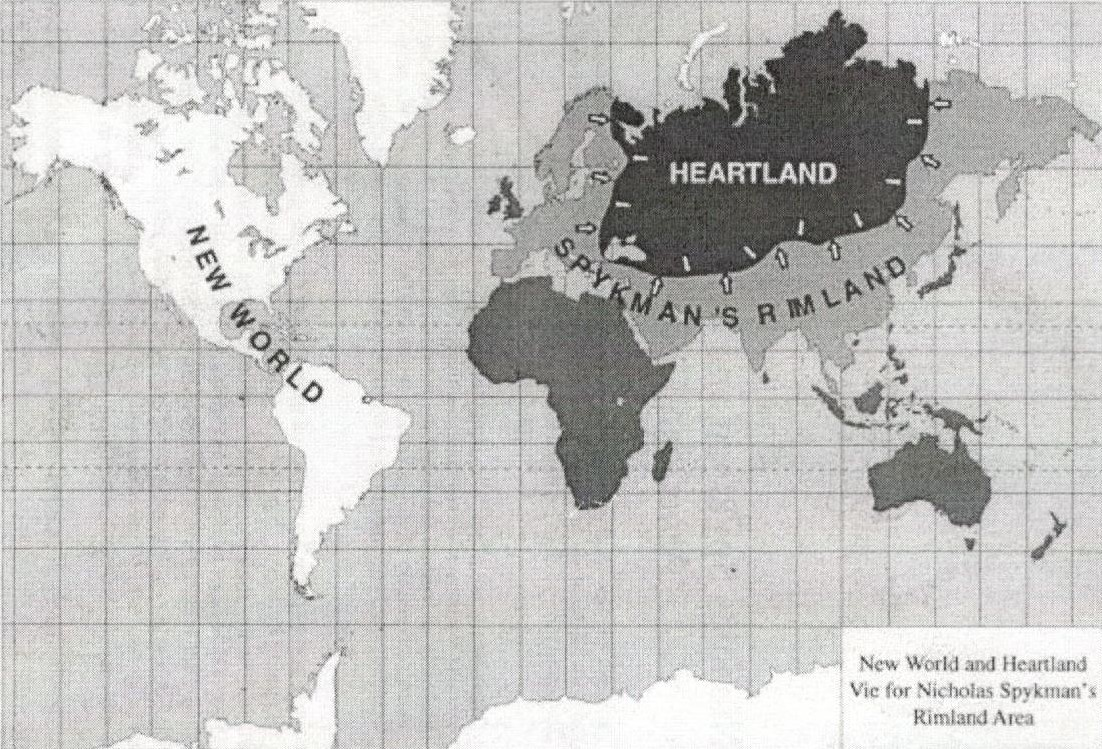
Spykman: Rimland und Heartland

### Anachronismus
Sabine Feiner, Lehrbeauftragte am Institut für Politikwissenschaft an der Universität Regensburg, sieht in ihrer Dissertation (2000) Brzezińskis Geostrategie in der angelsächsischen Tradition Halford Mackinders („Heartland-Theorie“) und Nicholas J. Spykmans („Rimland“). Die machtpolitische Komponente, die im Imperialismus und Sozialdarwinismus des 19. Jahrhunderts verwurzelt sei, transzendiere Brzeziński durch die "Vision einer höheren Rechtfertigung", in der er das nationale Interesse der USA mit dem Interesse der Welt identifiziert. Der Fokus wird dabei zwar auf die Welt gerichtet, die nationale US-amerikanische Perspektive bleibt aber der maßgebliche Ausgangspunkt der Betrachtung. Weltpolitik in der Tradition Bismarcks zu betreiben erscheint Feiner anachronistisch, auch das Vokabular („Tributpflichtige“, „Vasallen“, „Hegemon“) sei unangemessen. Die moralische Dimension seiner Darstellung sieht sie in einem Vertrauen in die Geschichtsmächtigkeit der USA begründet, deren Schicksalhaftigkeit nicht befragt, sondern als Vorsehung verstanden wird: „Die moralische Dimension und damit verbunden die Verpflichtung zur World Leadership bei Brzezinski wird insofern deutlich, als er diese Position nicht als das Resultat einer beabsichtigten Politik der USA, sondern als eine historische Fügung darzustellen versucht. […] Mit der Interpretation, das weltpolitische Engagement der USA sei nicht das Resultat ihrer nationalen Interessen, sondern ihnen von einer übergeordneten Instanz, ‚der Geschichte‘, verstanden als Vorsehung, zugewiesen worden, verleiht Brzezinski der Position der USA eine moralische Überhöhung, wie sie in der amerikanische Tradition des Exzeptionalismus generell zu finden ist.“ Feiners Arbeit sei ein wenig zu theorielastig, stellte Heinz Brill in seiner Rezension fest. Entstehung, Entwicklung und Bewertung von Brzezińskis „weltpolitischer Konzeption“ seien aber hervorragend gelungen. „Die Arbeit ist für den deutschen Sprachraum eine Pionierleistung.“

### Niedergang der USA
Emmanuel Todd analysierte Brzezińskis geopolitische Strategie in seinem Werk Weltmacht USA: Ein Nachruf (2002). Todd hält Brzeziński für den scharfsinnigsten Strategietheoretiker, „trotz seines erkennbaren Desinteresses für wirtschaftliche Fragen“. Die imperiale Herrschaft Amerikas sei aber nicht mehr zeitgemäß, da aufgrund der Größe, Komplexität und des rasanten Wandels der Welt eine dauerhafte Vormachtstellung eines einzigen Staates nicht mehr akzeptiert werde. Die Abhängigkeit der USA von anderen Ländern sei mittlerweile stark gewachsen. Amerika versuche seinen Niedergang durch einen „theatralischen militärischen Aktionismus“ zu kaschieren. In Wirklichkeit gehe es um die Sicherung von Ressourcen. Der Kampf gegen den Terrorismus, gegen den Irak und gegen die „Achse des Bösen“ sei nur ein Vorwand, ein Zeichen von Schwäche. Europa und Russland, Japan und China wachsen zu entscheidenden strategischen Akteuren heran, die die Vormachtstellung der USA relativieren. Einen weiteren Mangel von Brzezińskis Analyse sieht er in der völligen Ausblendung Israels.
Hinsichtlich der Ukraine schließt Todd sich eher Samuel P. Huntington an, der ihre kulturelle Tendenz nach Russland hin für stärker hält. „… [M]angels einer eigenen Dynamik vermag sie (die Ukraine) sich dem russischen Einfluss nicht zu entziehen, ohne unter den einer anderen Macht zu geraten. Die amerikanische Sphäre ist zu weit entfernt und materiell zu wenig präsent, um das russische Gewicht auszubalancieren. Europa mit Deutschland als Kern ist eine reale Wirtschaftsmacht, aber in militärischer und politischer Hinsicht nicht dominant. Falls Europa eine einflussreiche Stellung in der Ukraine anstrebt, liegt es nicht in seinem Interesse, sie zu einem Satelliten zu machen, benötigt Europa doch Russland als Gegenpol zu den USA, wenn es sich von der amerikanischen Vormundschaft emanzipieren will.“

### Die Rolle Europas
Der Publizist Hauke Ritz vertrat 2008 die Ansicht, Brzezińskis Prämissen der geopolitischen Analysen in The Grand Chessboard seien trotz ihrer Eigenlogik und ihrer hohen Überzeugungskraft falsch. Eurasien sei kein Schachbrett. „Viel wichtiger als die Frage, ob das 21. Jahrhundert ein amerikanisches, europäisches oder chinesisches sein wird, ist die Frage, auf welchen Prämissen wir im 21. Jahrhundert das Leben der menschlichen Gattung begründen wollen. Die USA haben mit Guantánamo und der Grünen Zone in Bagdad ihre Vorschläge bereits eingereicht. Nun ist Europa am Zuge. Europa hat die Kraft und die Möglichkeit, die US-amerikanischen Welteroberungspläne zu begraben. Und Europa sollte dies im Interesse der Zivilisation auch tun.“
Chris Luenen, Leiter des geopolitischen Programms am Global Policy Institute in London, befürwortete in einem Gastbeitrag in der Zeit (aus dem Jahr 2014) eine Abkehr Europas von der an Brzezińskis The Grand Chessboard orientierten Strategie der USA, da weder die US-Politik gegenüber der Ukraine und Russland noch Amerikas Grand Strategy als solche im Interesse Europas oder des Weltfriedens seien. Sie sei auch nicht konform mit den Realitäten einer sich schnell verändernden Welt. „Es wird oftmals argumentiert, dass Europa, und insbesondere Deutschland, sich zwischen einer proatlantischen und prorussischen/eurasischen Ausrichtung entscheiden müsse. Dem ist ganz und gar nicht so. Europa sollte seine Außenpolitik nicht auf Basis emotionaler Freund- und Feindbilder gestalten, sondern auf der einer nüchternen Interessenpolitik.“

### Russland und NATO-Osterweiterung
David C. Hendrickson sah in seinem Artikel in Foreign Affairs am 1. November 1997 den Kern des Buches in der ehrgeizigen Strategie die NATO nach Osten bis zur Ukraine auszudehnen und die neuen unabhängigen Republiken Zentralasiens und des Kaukasus energisch zu unterstützen, was ein wesentlicher Bestandteil dessen sei, was man, so Hendrickson, eine Strategie der "harten Liebe" für die Russen nennen könnte. Hendrickson hält "dieses große Projekt" aus zwei Gründen für problematisch: Die "übermäßige Erweiterung der westlichen Institutionen" könne durchaus Zentrifugalkräfte in sie einführen; außerdem sei Brzezińskis "Test dessen, was legitime russische Interessen sind", so streng, dass selbst ein demokratisches Russland wahrscheinlich "durchfallen" würde.

## Brzeziński Entwurf als Grundlage der Außenpolitik der USA
In Russland wird Brzeziński als einflussreicher Politikberater wahrgenommen. Seine geopolitische Strategie hält man in Moskau für eine Blaupause oder zutreffende Analyse für den Weg der USA zur Weltherrschaft. Die NATO-Osterweiterung und die Politik gegenüber der Ukraine wurden als Bestätigung dieser von Brzeziński dargestellten Strategie betrachtet.

## Brzezińskis Revision der Einschätzung der Ukraine
Angesichts der Entwicklungen in der Ukraine und der wachsenden Spannungen zwischen Russland und dem Westen, besonders nach der Annexion der Krim 2014, änderte Brzeziński seine Perspektive und betonte die Notwendigkeit, die Ukraine weder zu einem reinen Instrument westlicher Interessen zu machen noch in eine Konfrontation mit Russland zu treiben. Brzeziński sprach sich für eine neutrale Position der Ukraine aus, ähnlich einem "Finnland-Modell". Dies bedeutete, dass die Ukraine souverän und unabhängig bleiben solle, aber gleichzeitig eine enge Zusammenarbeit sowohl mit dem Westen als auch mit Russland verfolgen müsse, um ihre geopolitische Lage stabil zu halten. Er warnte davor, dass ein übermäßiger Druck des Westens, die Ukraine in die NATO zu integrieren, unnötige Spannungen mit Russland provozieren könnte. Stattdessen plädierte er für eine langfristige Strategie, die die Ukraine als Brücke zwischen Ost und West positionieren und ihre Stabilität durch wirtschaftliche und politische Reformen fördern sollte. Brzeziński erkannte dabei die komplexe historische und kulturelle Verbindung zwischen der Ukraine und Russland an und betonte, dass eine Lösung gefunden werden müsse, die beiden Seiten gerecht werde und keine neuen Konflikte entfacht.

## Zitat
Kurzfristig ist es in Amerikas Interesse, den derzeit herrschenden Pluralismus auf der Landkarte Eurasiens zu festigen und fortzuschreiben. Dies erfordert ein hohes Maß an Taktieren und Manipulieren, damit keine gegnerische Koalition zustande kommt, die schließlich Amerikas Vorrangstellung in Frage stellen könnte, ganz abgesehen davon, dass dies einem einzelnen Staat so schnell nicht gelänge. Mittelfristig sollte die eben beschriebene Situation allmählich einer anderen weichen, in der auf zunehmend wichtigere, aber strategisch kompatible Partner größeres Gewicht gelegt wird, die, veranlasst durch die Führungsrolle Amerikas, am Aufbau eines kooperativeren transeurasischen Sicherheitssystems mitwirken können. Schließlich, noch längerfristiger gedacht, könnte sich aus diesem ein globaler Kern echter gemeinsamer politischer Verantwortung herausbilden. (S. 282 f.)

## Ausgaben
Die Seitenangaben im Text beziehen sich auf folgende Ausgabe:
- Zbigniew Brzeziński: Die einzige Weltmacht: Amerikas Strategie der Vorherrschaft. 4. Auflage. S. Fischer Verlag, 2001, ISBN 978-3-596-14358-0 (archive.org).

Andere Ausgaben:
- Zbigniew Brzeziński: The Grand Chessboard: American Primacy and Its Geostrategic Imperatives. Basic Books, New York 1997, ISBN 3-88679-303-6.
  - Neuauflage mit einem Epilog: The Grand Chessboard: American Primacy and Its Geostrategic Imperatives. Basic Books, New York 2016, ISBN 978-0-465-09308-3
- Zbigniew Brzeziński: Die einzige Weltmacht: Amerikas Strategie der Vorherrschaft. 1. Auflage. Kopp Verlag, Rottenburg 2015, ISBN 978-3-86445-249-9 (269 S.).
- Zbigniew Brzeziński: Die einzige Weltmacht: Amerikas Strategie der Vorherrschaft und der Kampf um Eurasien. 1. Auflage. Nomen Verlag, Frankfurt am Main 2024, ISBN 978-3-939816-97-3 (280 S.).